# Lviv
Pour les articles homonymes, voir Lemberg et Lvov (homonymie).
Lviv (anciennement en français : Léopol, Lwów, Lvov ; en ukrainien : Львів, L'viv (/lʲwiu̯/ ) ; en polonais : Lwów (/lvuf/ ) ; en russe : Львов, Lvov (/lʲvof/) ; en allemand : Lemberg ; en yiddish : לעמבערג, Lemberg ; en hongrois : Illyvó [au Moyen Âge]) est le centre historique de la Galicie et la plus grande ville de la partie occidentale de l'Ukraine. En 2025, sa population s'élevait à 950 000 habitants[réf. nécessaire], appelés les Lviviens ou Léopolitains.
Cité fondée au XIIIe siècle, l'ensemble architectural de son centre historique est inscrit sur la liste du patrimoine mondial de l'humanité par l'UNESCO. Longtemps polonaise, puis autrichienne de 1772 à 1918 sous le nom de Lemberg après le premier partage de la Pologne, redevenue polonaise sous le nom de Lwów au sein de la deuxième république de Pologne (1919-1939), annexée par l'URSS, puis par l'Allemagne durant la Seconde Guerre mondiale, elle est ensuite à nouveau intégrée à l'URSS, pour devenir lors de l'indépendance de l'Ukraine, la capitale de l'oblast de Lviv.

## Géographie

### Situation
D'une superficie de 171 km2, Lviv se trouve à environ 70 km de la frontière polonaise et à 469 km à l'ouest de Kyïv. Entourée de nombreuses collines, elle a une altitude moyenne de 289 m. Le point culminant est Vysokyy Zamok (le Haut Château), une colline de 409 m.
La vieille ville, entourée de murs, se situait sur les contreforts du Haut Château et de la rivière Poltva. Au XIIIe siècle, cette rivière était utilisée pour le commerce et le transport de biens. Mais, au début du XXe siècle, la rivière devenant de plus en plus polluée, elle a été recouverte et passe désormais sous la vieille ville. L'artère centrale de Lviv, l'avenue de la Liberté (Prospekt Svobody), ainsi que le fameux opéra de Lviv sont situés au-dessus de la rivière souterraine.

### Transports
Lviv a longtemps souffert du manque d'investissements dans les infrastructures, tant à l'époque soviétique qu'après l'indépendance de l'Ukraine. Depuis quelques années, la municipalité tente d'améliorer et de moderniser son système de transports et a entrepris, en 2011, une réforme importante du réseau des transports en commun. Lviv a également commencé à développer un réseau de pistes cyclables.

#### Tramways

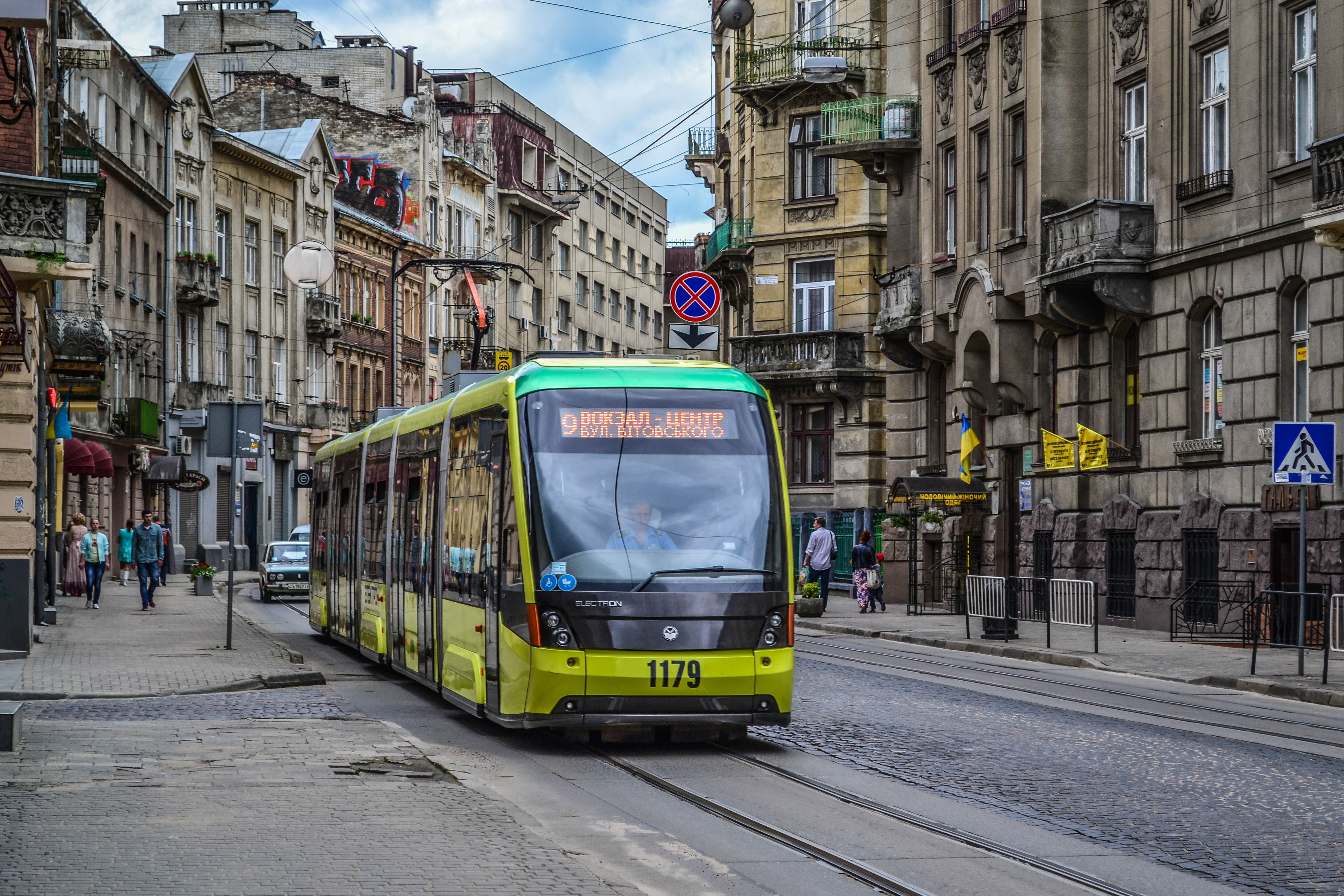
Tramway Electron dans la vieille ville.

Les premières lignes de tramway sont inaugurées le 5 mai 1880. Le 31 mai 1894, la dernière ligne de tramways encore tractés par des chevaux est électrifiée. Après la Seconde Guerre mondiale, et l'incorporation à l'Union soviétique, plusieurs lignes sont fermées bien que la plupart des infrastructures aient été préservées. En outre, beaucoup d'arrêts sont supprimés et, aujourd'hui, la distance moyenne entre deux arrêts est d'environ deux kilomètres.
Actuellement, le réseau de Lviv se compose de 75 kilomètres de voies et d'environ 220 tramways. La plupart des tramways sont de type KT4, produits en République tchèque par Tatra. De nouveaux T4+T4 sont en service sur la ligne no 2. D'anciens véhicules Gothaer Waggonfabrik d'avant la Seconde Guerre mondiale sont encore utilisés pour les travaux d'entretien.

#### Bus

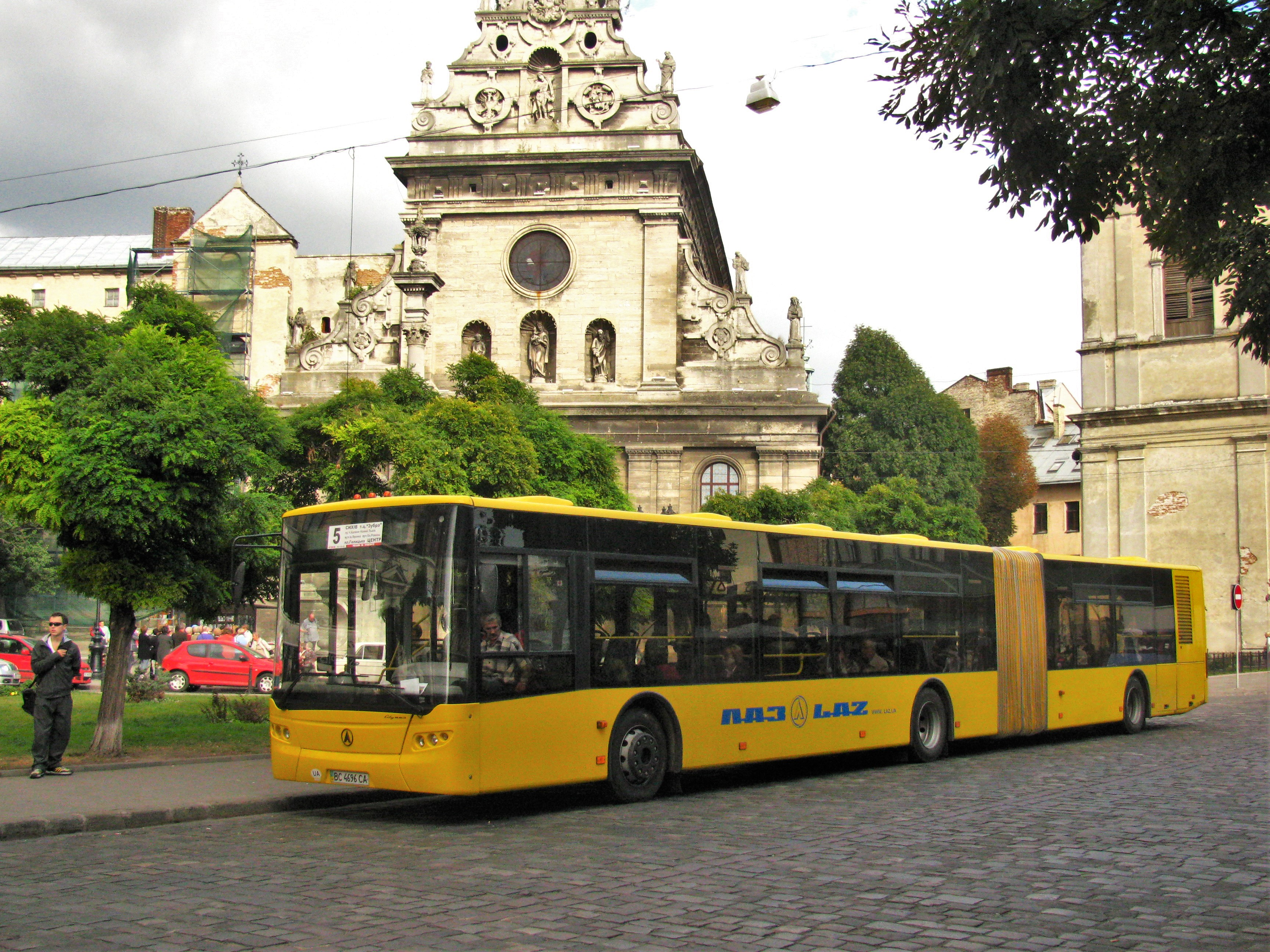
Un bus à Lviv.

Lviv possède un réseau de bus avec plus de 50 lignes desservies principalement par des bus relativement récents fabriqués localement et des bus d'occasion rachetés à des villes allemandes.

#### Trolleybus
Avec la fin de la guerre et le retour de nombreux habitants qui avaient fui la ville, Lviv a connu une forte croissance démographique et s'est étendue assez rapidement. Ceci a également été accéléré par le programme de développement de l'industrie lourde dans la région par décision des autorités soviétiques.
À partir de 1952, pour pallier le manque de moyens de transport, des lignes de trolleybus ont commencé à remplacer les lignes de tramway qui avaient été supprimées. Ultérieurement, de nombreuses autres lignes ont été construites pour relier les banlieues-dortoirs à la ville. Aujourd'hui, environ 200 trolleys, pour la plupart construits dans les années 1960, circulent dans la ville.

#### Train

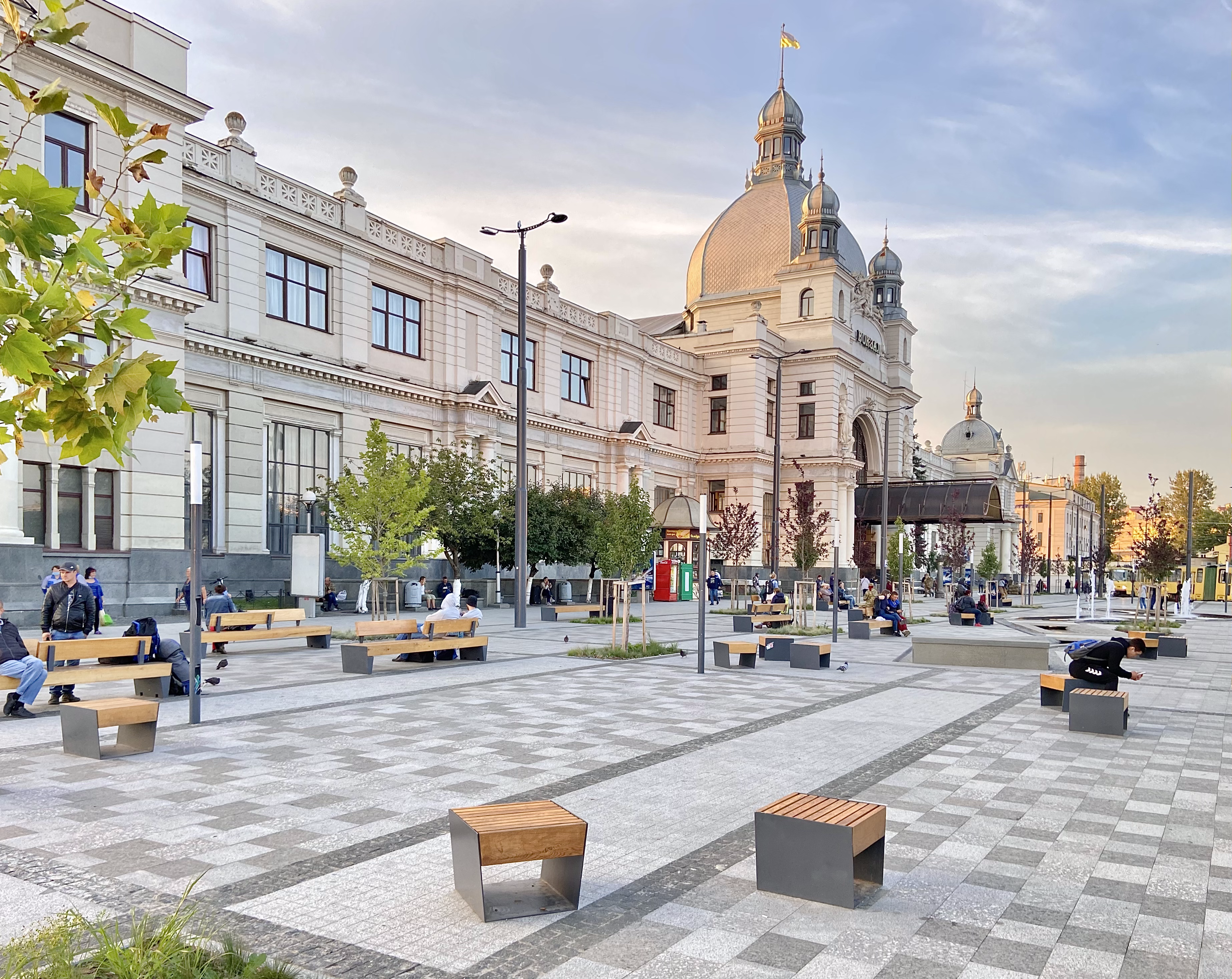
La gare de Lviv.

La gare de Lviv est un important nœud ferroviaire avec pas moins de neuf lignes qui y convergent. La plupart des villes ukrainiennes ainsi que quelques villes étrangères sont reliées directement à Lviv. En raison de sa proximité avec la frontière polonaise, les services ferroviaires sont nombreux en direction de ce pays. Beaucoup de trains passent par Przemyśl et Rawa Ruska comme le train de luxe de la liaison Kiev – Cracovie. La société Lviv Railways qui exploite les transports à l'ouest a son siège en la ville.

#### Aéroport
Lviv possède un aéroport international (Code AITA : LWO) situé au sud-ouest de la ville à environ 3 km du centre-ville. Il est desservi par le trolleybus et le bus. Des liaisons intérieures et internationales régulières existent avec Kiev, Simferopol, Moscou, Varsovie, Francfort, Vienne, Dortmund avec la compagnie à bas prix Wizzair, ainsi qu'avec d'autres villes étrangères.
L'aéroport a été rénové en prévision du Championnat d'Europe de football 2012 de l'UEFA qui s'est déroulé en partie dans la ville.
Durant la Campagne de Pologne (Seconde Guerre mondiale), la ville abrite une base militaire équipée d'un aérodrome où sont constituées en novembre 1937 deux escadrilles de chasse de la composante air, la 161e escadrille de chasse polonaise et la 162e.

### Climat
Le climat de Lviv est continental modéré. La température moyenne est de −4 °C en janvier et de 18 °C en juin. Bien qu'il y ait environ 660 mm de précipitations par an, la ville connaît une période sèche en été. Lviv a en moyenne 300 jours de soleil par an.

## Histoire
(juin 2016).
Améliorez-le ou discutez des points à vérifier. 
| Appartenances historiques Principauté de Galicie-Volhynie 1256–1349 Royaume de Pologne 1349–1569 République des Deux Nations 1569–1772 Royaume de Galicie et de Lodomérie (partie de la Monarchie de Habsbourg) 1772–1804 Empire d'Autriche 1804–1867 Autriche-Hongrie 1867–1918 République populaire d'Ukraine occidentale 1918 Pologne 1918–1939 Union soviétique (RSS d'Ukraine) 1939–1941 Gouvernement général de Pologne 1941–1944 (territoire du Reich allemand) Union soviétique (RSS d'Ukraine) 1944–1991 Ukraine 1991-présent |

### XIIIesiècle–XIVesiècle: Lviv, capitale de Galicie
La ville fut fondée au XIIIe siècle par Daniel Ier, roi de Galicie-Volhynie de la dynastie des Romanovitch, qui lui donna un nom dérivé de celui de son fils, Lev (Léon). Elle remplaça Halytch comme capitale de la Galicie.

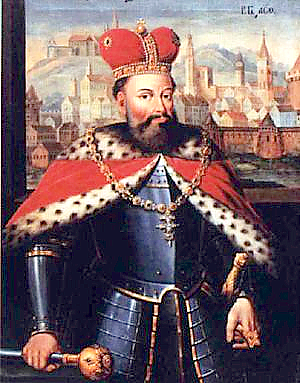
Léon Ier de Galicie.

Bien que la première mention de Lviv dans les chroniques remonte à 1256, des fouilles archéologiques en 1993 ont montré qu'il y avait des campements dès le VIe siècle. Au IXe siècle, la Galicie fut annexée à l'empire de Grande-Moravie puis, fut convoitée par deux États émergents : la Pologne pendant le règne de Mieszko Ier, chef des Polanes, et la Rus' de Kiev. On pense que Mieszko régna sur la Galicie entre 960 et 980. Selon la Chronique de Nestor, elle fut conquise par Vladimir le Grand, prince de Kiev, en 981. Dès 1084 émergea une Principauté de Galicie indépendante dont la ville de Halytch (Galič) devint capitale.

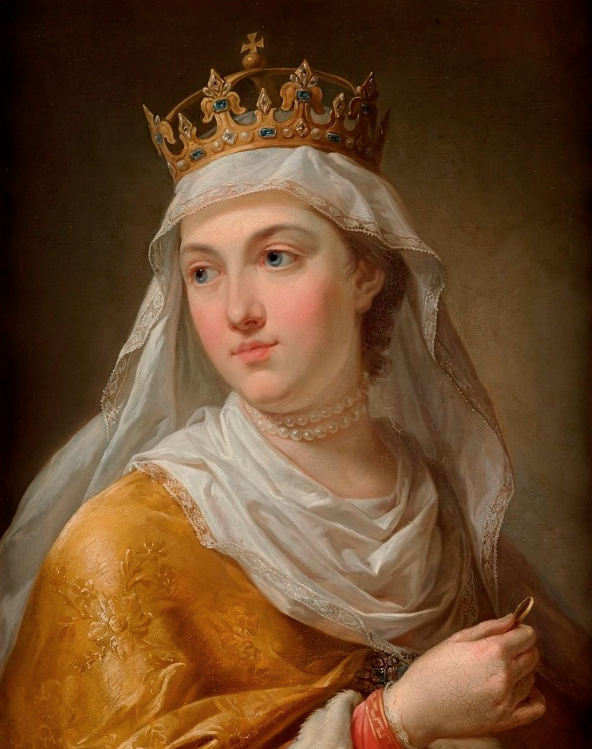
Jadwiga Ière, Reine de Pologne.

En 1323, la dynastie locale des Romanovitch s'éteignit. La ville fut léguée à l'héritier de la dynastie des Romanovitch (par sa mère) - Boleslas de Mazovie (appartenant également à la dynastie polonaise des Piast par son père). Il prit le nom de « Iouryi » (Georges) et adopta la religion grecque orthodoxe, mais n'obtint pas l'adhésion des nobles locaux qui l'empoisonnèrent. À sa mort en 1340, les droits de Lviv furent réclamés par son cousin Casimir le Grand, roi de Pologne, qui envahit avec succès la Galicie et occupa la ville en 1349. En 1356, le roi Casimir octroie à la ville les droits de Magdebourg et le droit de se gouverner elle-même : les problèmes de la cité devaient alors être administrés par un conseil élu par les citoyens aisés. En 1386, la zone de Lviv fut incluse dans les possessions de la couronne polonaise par Jadwiga (Hedwige) de Pologne. Plus tard, la ville fut le siège du couronnement de plusieurs rois de Pologne.

### 1386-1772: Lwów, ville polonaise

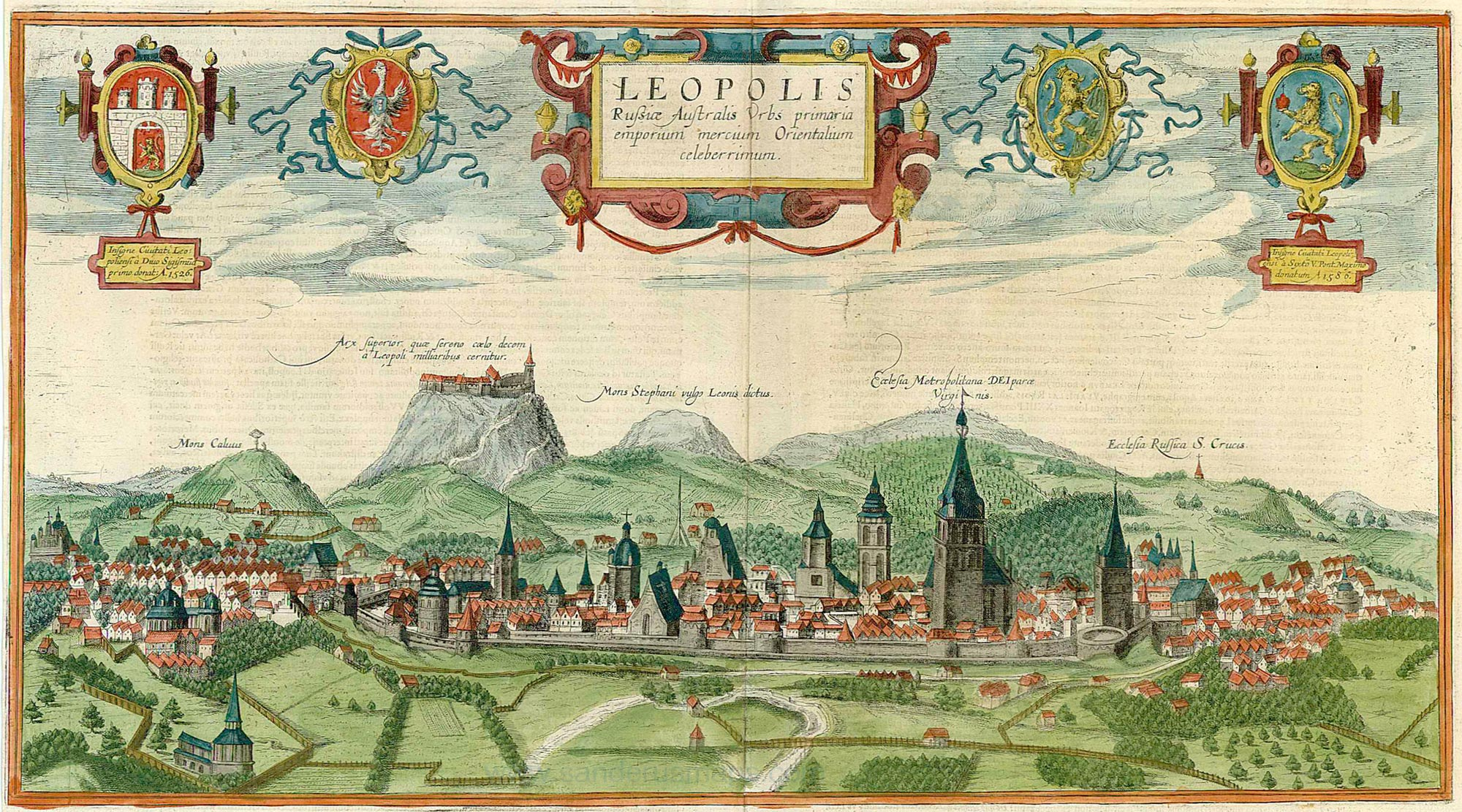
Abraham Hogenberg, Panorama de Lviv, 1618

Partie de la Pologne (et plus tard de la république des Deux Nations lituano-polonaise), Lwów (selon son orthographe polonaise), ville royale, devint la capitale de la voïvodie ruthène, qui incluait cinq régions : Lwów, Chełm (en ukrainien Kholm), Sanok, Halicz (en ukrainien Halytch) et Przemyśl. Durant les siècles suivants, Lwów devient une ville multiethnique et multiconfessionnelle à majorité polonaise, et un centre de culture, de science et de commerce. Trois archevêchés y étaient installés : l'archevêché catholique latin, l'archevêché gréco-catholique (dit uniate) et l'archevêché arménien. Au XVIe siècle, la population juive atteint le millier de personnes. Il y avait aussi des Allemands, puis, à partir du XVIe siècle, des protestants.
Dans la première moitié du XVIIe siècle, la ville comptait entre 25 et 30 000 habitants, parmi eux de nombreux artisans.
La première université fut fondée par le roi Jean Casimir de Pologne en 1661 en tant qu'académie jésuite à la suite de l'établissement du collège de cet ordre ouvert en 1608. Le roi Auguste III confirme ces privilèges, la transformant en académie de Lwów en 1758, puis le pape Clément XIII l'année suivante en l'élevant au statut d'université.
À deux reprises, en 1649 et en 1655, le chef des cosaques ukrainiens Bogdan Khmelnitski, allié d'abord aux Tatars de Crimée puis au tsar, assiégea la ville. Khmelnitski échoua ; Lwów et la Galicie échappèrent ainsi à la domination russe.

### Lemberg, ville autrichienne (1772-1918)
En 1772, à la suite de la partition de la Pologne, Lwów devint, sous le nom allemand de Lemberg, la capitale de la province autrichienne nommée royaume de Galicie et de Lodomérie. Ce régime laissa une grande empreinte sur l'architecture de la ville. En 1776 paraît la Gazette de Léopol, un périodique en langue française, premier journal d'Ukraine. En 1784, l'université laïque fut ouverte par l'empereur Joseph II. Les cours étaient donnés en latin, allemand et polonais puis, à partir de 1786, en ukrainien. Au début du XIXe siècle, la cité devint le siège du primat de l'Église gréco-catholique ukrainienne.

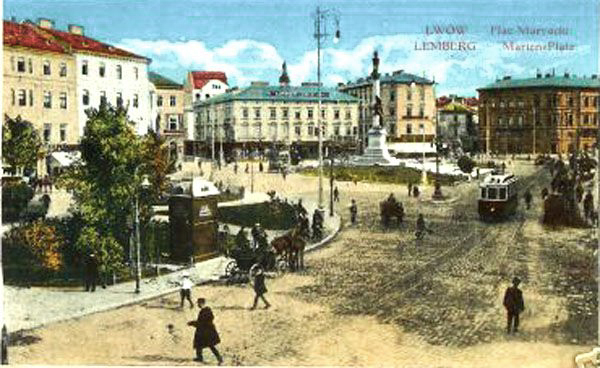
La place Sainte-Marie (ou Marienplatz) en 1915.

En 1867, la Galicie, toujours rattachée à l'Autriche-Hongrie et faisant partie de la Cisleithanie, obtint une large autonomie et les Polonais bénéficièrent de certaines libertés culturelles, dans l'administration locale et l'éducation. Un mouvement patriotique ukrainien subsistait cependant.
Lors de la Première Guerre mondiale la région passe d'abord sous contrôle russe et Lvov devient en septembre 1914 la capitale du gouvernement général de Galicie et du gouvernement de Lvov. Un an plus tard l'offensive de Gorlice-Tarnów voit le retour des armées austro-hongroises et allemandes.
Après la Première Guerre mondiale, lors de l'effondrement de l'empire des Habsbourg, la population ukrainienne locale proclama Lviv comme capitale de la république populaire d'Ukraine occidentale le 1er novembre 1918 avec l'appui de l'armée autrichienne pour contrecarrer le pouvoir civil entre les mains des Polonais qui manifestaient le désir d'indépendance. Quelques jours plus tard, la population polonaise majoritaire prit le contrôle de la plus grande partie du centre-ville, mais les forces ukrainiennes équipées par les Autrichiens assiégèrent la ville.

### 1918-1939: Lwów, ville polonaise à nouveau
La ville, à majorité polonaise, retourne dans le giron polonais, après une absence d'État polonais de plus d’un siècle, et ce jusqu'à la Seconde Guerre mondiale, elle est alors connue à l'étranger sous son nom polonais de Lwów. Il ne faut pas oublier que Lwów avait une importance symbolique de premier plan auprès des Polonais. En 1922, le premier vol aérien régulier relia Dantzig à Varsovie puis à Lwów (compagnie Aerolloyd, prédécesseur de la LOT Polish Airlines).
Le 16 mars 1932, Maurice Ravel dirige son Concerto en sol avec Marguerite Long au piano, ainsi que Bolero, La Valse et l'orchestration du Tombeau de Couperin.
Lwów avait une forte communauté juive d'expression yiddish ou allemande : en 1939, près d'un tiers de la population, soit plus de 100 000 habitants, était juive et la ville comptait cinquante synagogues. Certaines furent détruites lors de la Seconde Guerre mondiale (Synagogue de la Rose d'Or de Lviv, la Grande synagogue de Lviv, la Grande synagogue de la banlieue de Lviv).
L'entre-deux-guerres est également l'âge d'or de la culture batiare.

#### Répartition ethno-culturelle en 1931
Le recensement polonais de 1931 rapporte les chiffres suivants :
| Polonais  | 198 212 | (63,5 %) |
| Yiddish   | 75 316  | (24,1 %) |
| Ukrainien | 24 245  | (7,8 %)  |
| Ruthène   | 10 892  | (3,5 %)  |
| Autre     | 3 566   | (1,1 %)  |
| Total     | 312 231 |          |

| Catholiques romains         | 157 490 | (50,5 %) |
| Juifs                       | 99 595  | (31,9 %) |
| Gréco-catholiques (uniates) | 49 747  | (15,9 %) |
| Orthodoxes                  | 1 077   | (0,3 %)  |
| Autres                      | 4 322   | (1,4 %)  |
| Total                       | 312 231 |          |

### Seconde Guerre mondiale
Au début de la Seconde Guerre mondiale, en septembre 1939, la région fut d'abord envahie par les Allemands. Le 12 septembre, les premiers assauts allemands sur la ville commencent, mais sont repoussés après des combats acharnés face aux forces polonaises retranchées dans le centre-ville, constituées de volontaires locaux et de réfugiés. L'état-major allemand décide de se replier et d'encercler Lwów en attendant l'arrivée de renforts. La ville fut totalement encerclée par la Wehrmacht le 14 septembre 1939.
En application du pacte germano-soviétique, l'Armée rouge envahit à son tour la région le 17 septembre 1939. Au terme de ce qui sera appelé la bataille de Lwów, la garnison polonaise capitula face aux Soviétiques le 22 septembre 1939. La région fut alors annexée par l'Union soviétique et incorporée à la république socialiste soviétique d'Ukraine selon une des clauses secrètes du pacte Molotov-Ribbentrop. Au cours de la période d'occupation soviétique de septembre 1939 à juillet 1941, la population, particulièrement les Polonais, subit une politique de soviétisation (collectivisation des entreprises) et de représailles (exécutions et déportations dans les régions Est de l'URSS).
Lors de l'opération Barbarossa, la ville est occupée en juillet 1941 par les troupes allemandes, les nazis et leurs auxiliaires ukrainiens commencèrent une politique de « purification ethnique et intellectuelle » avec notamment la destruction de l’intelligentsia polonaise (et de leur famille) lors du massacre des professeurs de Lwów. Ces opérations préparées par l'établissement de listes de Polonais à éliminer dès l'invasion de la Pologne (Sonderfahndungsbuch Polen comptant 61 000 noms), et menées à leur terme par les nazis lors de l'avancée allemande vers l'est.
Dès le 25 juin 1941, les nationalistes ukrainiens de Stepan Bandera entament des pogroms contre les Polonais et les Juifs à Lviv, en représailles contre les meurtres de prisonniers commis par le NKVD. Selon des témoignages récoltés par les Allemands, la majorité des prisonniers étaient des membres de l'OUN (Organisation des nationalistes ukrainiens), mais il y avait également parmi eux des Polonais et des Juifs. Les Ukrainiens accusèrent la population juive locale d'avoir soutenu le régime d'occupation soviétique et surtout d'avoir aidé le NKVD dans son offensive meurtrière contre les nationalistes ukrainiens.
En représailles aux exécutions des prisonniers par le NKVD, deux pogroms sont déclenchés à Lviv, les 30 juin et 25 juillet 1941, sans discontinuer durant quatre semaines, durant lesquels 4 000 Juifs sont tués. Le 30 juin, ce sont les hommes du bataillon Nachtigall, qui rassemblent un demi-millier de Juifs, qu'ils ont arrêtés dans la rue à des barrages de contrôle ou à leur domicile. Ils sont aidés par des civils portant un brassard, qui seront organisés, le 1er août, en un corps de police auxiliaire, l’UP. Les personnes arrêtées sont réquisitionnées pour porter les cadavres hors des cellules,. Une fois le travail accompli, elles subissent le supplice de la course des piques, à savoir, battues à mort entre deux rangs de baïonnettes ukrainiennes sur ordre d'un officier.
Le même jour, un millier de Juifs sont livrés aux insultes et aux coups de la foule qui, parallèlement, couvre de fleurs les soldats allemands en acclamant Hitler et Bandera. La collaboration de la population Ukrainienne et l'enthousiasme des participants sont contrôlés, ce qui traduit une politique calculée de terreur. L'autorité abolit les ultimes freins de la conscience individuelle que sont les règles morales en manipulant et confondant victimes et bourreaux. La foule est invitée impérieusement à une manifestation festive qui culmine en un massacre.
Sept mille arrestations sont conduites systématiquement dans les semaines suivantes à partir de listes préparées de longue date par le Sicherheitsdienst (SD) (en français : service de sécurité). Jusqu'à son départ vers l'est pour Ternopil le 7 juillet au matin, le bataillon Nachtigall, jusque-là principalement affecté à la garde de marchandises, participe à ces arrestations. Environ trois mille des personnes interpellées sont exécutées dans le stade municipal de Lviv.
Au début de novembre 1941, les Allemands créent un ghetto au nord de la ville qu'ils rebaptisent Lemberg, comme à l’époque de l'Autriche-Hongrie. Les Einsatzgruppen assassinent des milliers de Juifs âgés ou malades pendant qu'ils traversent le pont de la rue Peltewna pour rejoindre le ghetto. En mars 1942, les Allemands débutent la déportation des Juifs vers le camp d'extermination de Bełżec. En août 1942, plus de 65 000 Juifs sont déportés du ghetto de Lemberg et exterminés. Des milliers d’autres sont envoyés dans le camp de travail forcé voisin de Janowska. Au début du mois de juin 1943, le ghetto est détruit et des milliers de Juifs sont à nouveau massacrés à cette occasion. Les survivants du ghetto sont envoyés au camp de travail forcé de Janowska.
Le 27 juillet 1944, la Wehrmacht est définitivement chassée de la ville par l'Armée rouge.
En 1945, après des siècles de présence polonaise, la région est annexée par l'Union soviétique et les Polonais survivants sont expulsés vers l'ouest, notamment vers Wrocław (en allemand Breslau), en Basse-Silésie, région jusque-là allemande, alors rétrocédée à la Pologne.
Sans Polonais, ni Juifs, cette ville, jusque-là creuset intellectuel et pluriculturel, est vidée de sa substance et des principaux habitants qui en avaient fait la réputation.

### Période soviétique
Le centre historique de Lviv a beaucoup souffert de cette période. Dans la ville et même dans son centre historique, il reste quelques bâtiments laissés par les Soviétiques. Les façades des bâtiments anciens, usées par le temps et le manque d’entretien, subissent depuis la fin de cette période une lente rénovation bien que la ville ait des difficultés à redonner à ce vieux quartier sa splendeur d'antan : cette situation est comparable à celles de Saint-Pétersbourg et de La Havane. Ceci n'empêche pas la ville d'être la seule du pays à être inscrite au patrimoine mondial de l'UNESCO.

### Années 2000-2010
L'aérodrome de Lviv a été la scène d'une tragédie le 27 juillet 2002, lorsqu'un avion de chasse SU27 s'est écrasé sur la foule au cours d'une démonstration, faisant 83 morts et 115 blessés.
La ville a été submergée en décembre 2004 par la révolution orange à partir du moment où l'élection présidentielle très contestée a failli tourner à l'avantage du pouvoir en place. Elle a été une des premières à refuser la victoire de Viktor Ianoukovytch.
En 2012, elle a accueilli des rencontres du Championnat d'Europe de football, l'occasion d'augmenter sa capacité hôtelière.

### Invasion de l'Ukraine par la Russie
Lors de l'invasion de l'Ukraine par la Russie en 2022, des milliers de réfugiés ukrainiens fuyant les combats entrent dans la ville. L'ambassade de France est déplacée de Kiev à Lviv,.
À l'exception d'une poignée de bombardements mi-avril 2022, Lviv a été relativement épargnée par la guerre et a subi bien moins de dégâts que Kiev, par exemple.
Le 9 mai 2025, journée de l’Europe, 35 délégations étrangères se réunissent dans la ville, où, en 1944, le juriste polono-américain Raphael Lemkin utilise pour la première fois le terme « génocide ». Les alliés de l’Ukraine conviennent de la création d’un tribunal spécial, chargé de juger les crimes d’agression contre Kyiv.

## Population

### Démographie
Recensements (*) ou estimations de la population :
| 1750   | 1840   | 1851   | 1873   | 1880    | 1900    | 1910    |
| ------ | ------ | ------ | ------ | ------- | ------- | ------- |
| 25 000 | 61 600 | 68 000 | 87 100 | 110 300 | 159 900 | 234 000 |

| 1915    | 1920*   | 1926    | 1931*   | 1939    | 1959*   | 1970*   |
| ------- | ------- | ------- | ------- | ------- | ------- | ------- |
| 212 000 | 219 400 | 240 000 | 312 231 | 340 000 | 410 678 | 553 452 |

| 1979*   | 1989*   | 2001*   | 2011    | 2012    | 2013    | 2014    |
| ------- | ------- | ------- | ------- | ------- | ------- | ------- |
| 667 243 | 790 908 | 732 818 | 732 009 | 729 842 | 730 272 | 729 038 |

| 2015    | 2016    | 2017    | 2018    | 2019    | 2020    | - |
| ------- | ------- | ------- | ------- | ------- | ------- | - |
| 729 429 | 728 350 | 727 968 | 726 772 | 724 713 | 724 314 | - |

### Composition ethnique
| Groupe ethnique | 1900   | 1931   | 1959   | 2001   |
| --------------- | ------ | ------ | ------ | ------ |
| Ukrainiens      | 19,9 % | 15,9 % | 60,0 % | 88,1 % |
| Russes          | 0 %    | 0,2 %  | 27,0 % | 8,9 %  |
| Juifs           | 26,5 % | 31,9 % | 6,0 %  | 0,3 %  |
| Polonais        | 49,4 % | 50,4 % | 4,0 %  | 0,9 %  |

En 2012, avec 8 022 naissances (contre 7 604 en 2011), le taux de natalité de la capitale était de 11,0 pour mille (contre 10,7 pour mille en 2011). Après des années de déclin démographique, la ville a ainsi connu son premier accroissement naturel durant l'année. Néanmoins, le taux de mortalité a augmenté, passant de 11,0 pour mille en 2012 avec 8 010 décès au cours de l'année contre seulement 7 892 décès en 2011 avec un taux de 10,8 pour mille.

### Structure par âge
- 0-14 ans : 14,7 %  (hommes 57,016/femme 53,128)
- 15-64 ans : 70,7 %  (homme 254,964/femme 276,115)
- 65 ans et plus : 14,6 %  (homme 39,303/femme 70,033) (2016 officiel)

## Économie
L'économie de Lviv est relativement diversifiée. Le secteur des technologies de l'information occupe environ 12 000 employés. Lviv regroupe près de 15 % des effectifs ukrainiens travaillant dans ce secteur. La plus grande entreprise ukrainienne du secteur, Softserve (en), a son siège à Lviv, où elle emploie quelque 4 000 travailleurs ; l'Usine de blindés de Lviv produit du matériel militaire. Une autre activité en plein essor est le tourisme. L'infrastructure hôtelière et touristique a été considérablement élargie à l'occasion du Championnat d'Europe de football 2012. L'Hôpital régional Youri Lipa est spécialisé en soins pour les anciens combattants.

## Sport
Football : Karpaty Lviv, FK Lviv et Rukh Lviv

### Stades
Arena Lviv : Ce stade de football peut accueillir 34 915 personnes et a été l'un des huit stades accueillant le Championnat d'Europe 2012. Il accueille le FK Lviv et le Rukh Lviv, ainsi que certains matchs de Coupe d'Europe du Chakhtior Donetsk depuis le conflit russo-ukrainien qui sévit dans la ville de Donetsk.
Stade Ukraina : Ce stade de football peut accueillir 28 051 personnes. Il accueille le Karpaty Lviv.

## Enseignement

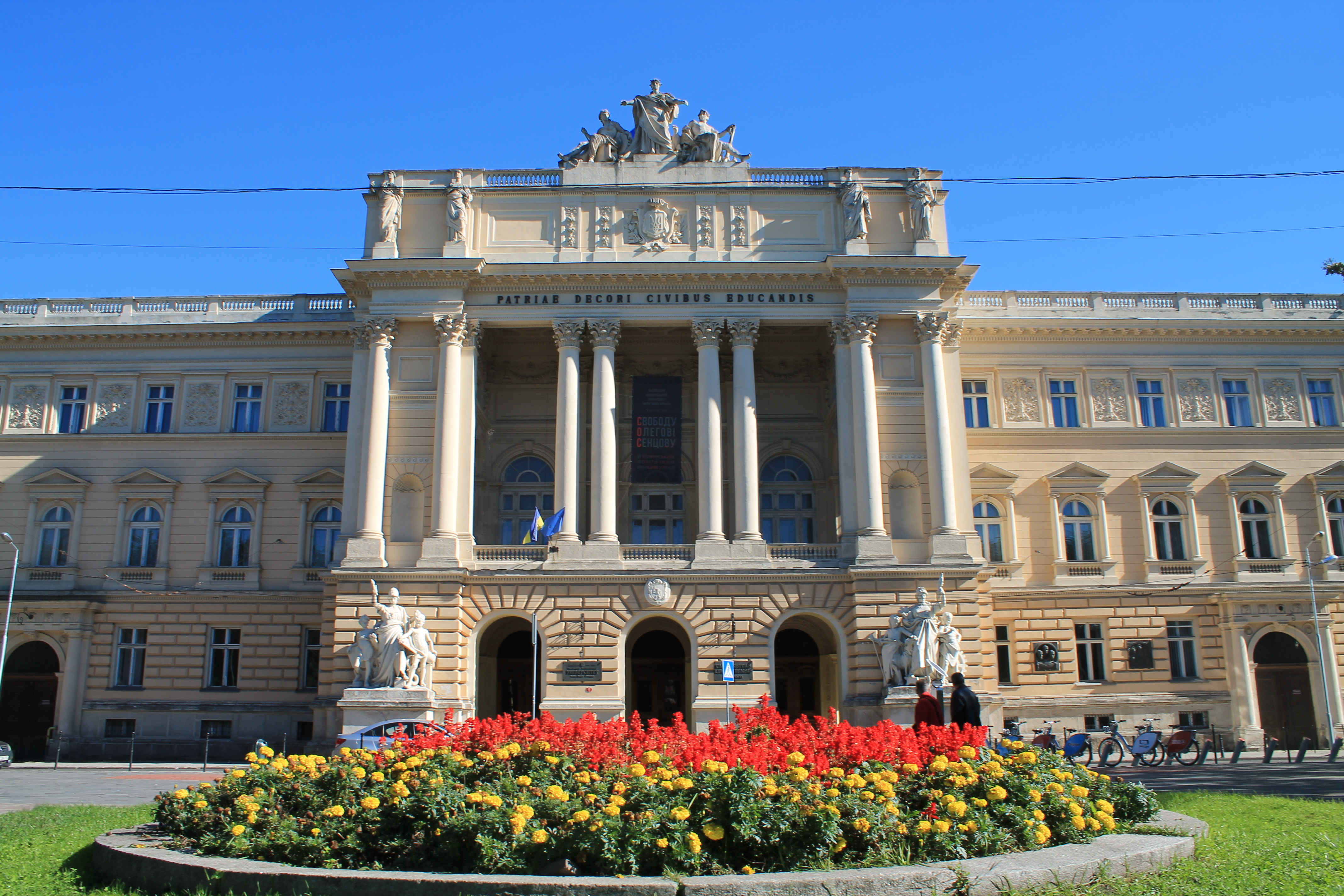
Façade de l'université Ivan Franko.

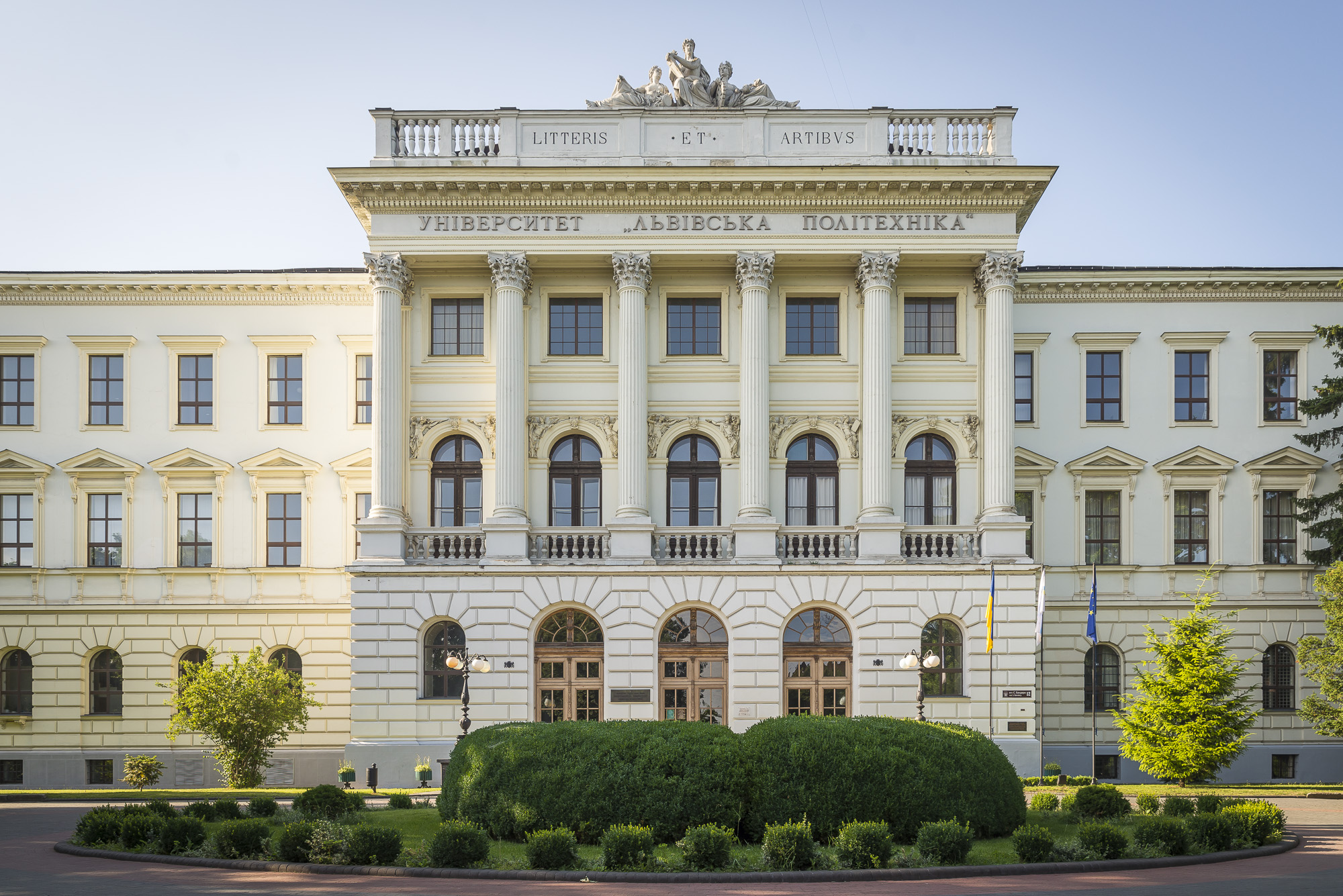
Façade de l'École polytechnique.

Lviv est un important centre d'enseignement et de recherche en Ukraine. La ville abrite douze universités, huit académies et un certain nombre de petites écoles d'enseignement supérieur ; plus de 100 000 étudiants sont scolarisés chaque année dans plus de cinquante établissements d'enseignement supérieur.
Elle accueille outre huit instituts de l'Académie nationale des sciences d'Ukraine, plus de quarante instituts de recherche.
Les principales universités sont :
- l’université Ivan Franko ;
- l'École polytechnique de Lviv (Національний університет "Львівська політехніка", en ukrainien) ;
- l'Université catholique ukrainienne ;
- L'université nationale de gestion de la nature de Lviv ;
- l’université de médecine de Lviv Danylo Galitsky (Львівський національний медичний університет імені Данила Галицького, en ukrainien).

## Religion

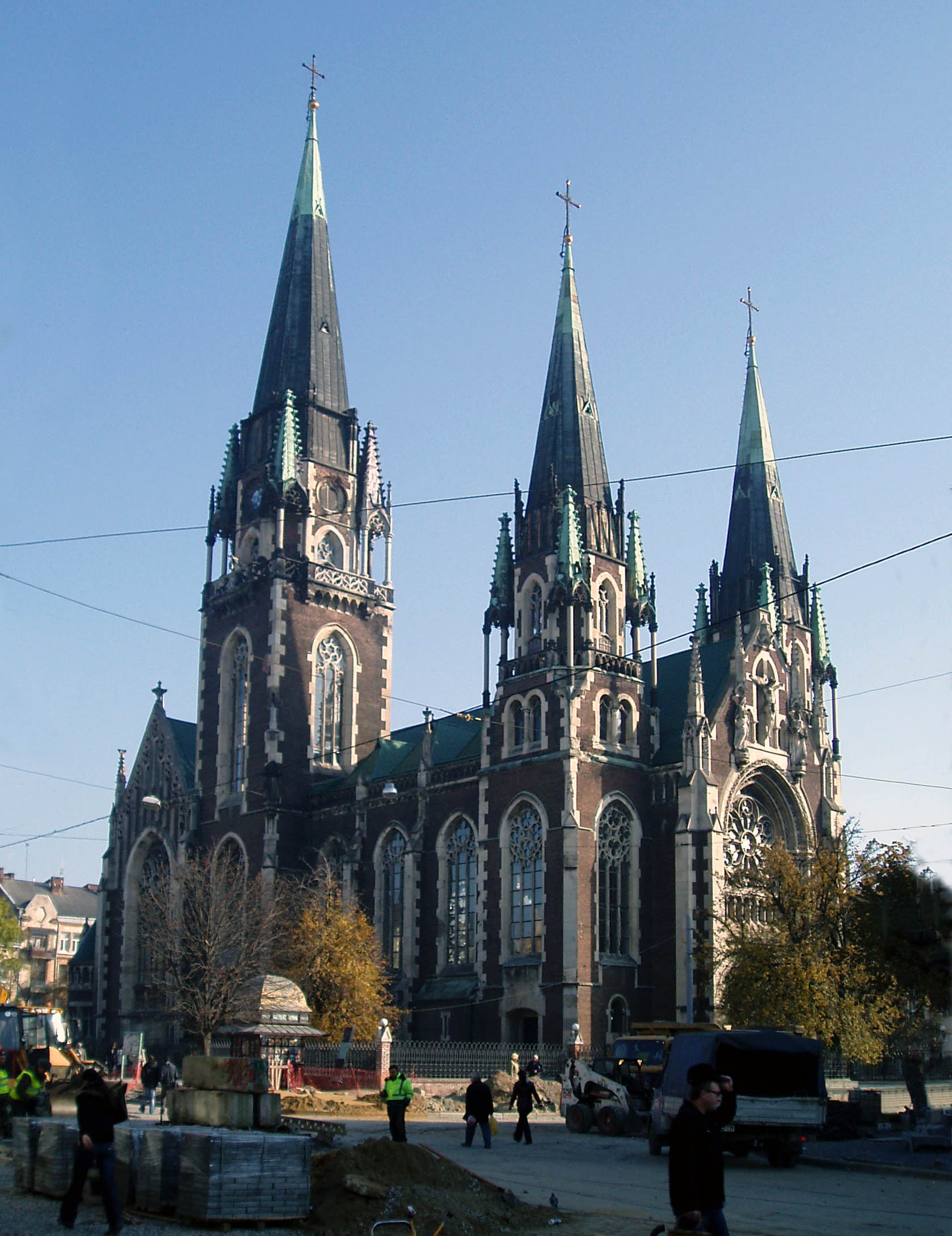
Église Sainte-Élisabeth de Lviv.

Lviv est un des centres de la vie religieuse de l'Ukraine.
Le catholicisme est pratiqué par 57 % de la population, dont 56 % de rite grec et 1 % de rite latin.
Outre les quelques lieux de cultes et leurs paroisses évoqués dans la section Lieux remarquables, Lviv est la grande ville ukrainienne concentrant le plus de catholiques dont le Séminaire du Saint-Esprit fut construit en 2005[pas clair]. Financé à plus de 50 % par l'AED, il accueille plus de 200 séminaristes et a vu l'érection d'une proche faculté de théologie[réf. nécessaire]. En 1903, le métropolite André Cheptytsky fonda, à Lviv, l'hôpital qui porte aujourd'hui son nom et constitue donc, aujourd'hui, l'unique institution médicale de l'Église gréco-catholique ukrainienne. Le séminaire de la traditionaliste Fraternité sacerdotale Saint-Josaphat se trouve également à Lviv. La ville accueille aussi l'Institut d’études œcuméniques qui dépend de l'Université catholique d'Ukraine.
L'adhésion aux différentes religions, confessions ou spiritualités se répartit ainsi dans la population [réf. nécessaire]:
- Orthodoxie : 32 %
- Protestantisme : 2 %
- Judaïsme : 0,1 %
- Autres religions : 3 %
- Athéisme : 1,9 %[pas clair]
- Indifférents : 4 %

Voir l'article détaillé sur les monastères ukrainiens de la ville.

## Jumelages
| Ville | Ville                | Pays | Pays               | Période                     |
| ----- | -------------------- | ---- | ------------------ | --------------------------- |
|       | Banja Luka,          |      | Bosnie-Herzégovine | depuis le 22 septembre 2004 |
|       | Budapest,            |      | Hongrie            | depuis le 18 octobre 1993   |
|       | Cannes               |      | France             | depuis le 4 avril 2022      |
|       | Chengdu,             |      | Chine              | depuis le 10 mai 2017       |
|       | Corning              |      | États-Unis         |                             |
|       | Cracovie,            |      | Pologne            | depuis le 23 octobre 1995   |
|       | Enköping             |      | Suède              | depuis 1994                 |
|       | Eskilstuna           |      | Suède              |                             |
|       | Fribourg-en-Brisgau, |      | Allemagne          | depuis le 24 août 1989      |
|       | Graz,                |      | Autriche           | depuis le 12 janvier 2024   |
|       | Koutaïssi,           |      | Géorgie            | depuis le 16 octobre 2002   |
|       | Lublin,              |      | Pologne            | depuis le 15 janvier 2004   |
|       | Novi Sad,            |      | Serbie             | depuis le 7 mai 2005        |
|       | Parma                |      | États-Unis         |                             |
|       | Plovdiv,             |      | Bulgarie           | depuis le 31 mai 2016       |
|       | Przemyśl,            |      | Pologne            | depuis le 10 juin 1995      |
|       | Reykjavik            |      | Islande            | depuis le 22 mai 2023       |
|       | Rishon LeZion        |      | Israël             |                             |
|       | Rochdale,            |      | Royaume-Uni        | depuis le 26 août 1992      |
|       | Rzeszów,             |      | Pologne            | depuis le 4 avril 1992      |
|       | Samarcande           |      | Ouzbékistan        | depuis 2000                 |
|       | Tbilissi,            |      | Géorgie            | depuis le 6 octobre 2013    |
|       | Varsovie             |      | Pologne            |                             |
|       | Vilnius,             |      | Lituanie           | depuis le 7 mars 2014       |
|       | Whitstable           |      | Royaume-Uni        |                             |
|       | Winnipeg,            |      | Canada             | depuis le 26 novembre 1973  |
|       | Wrocław,             |      | Pologne            | depuis le 28 novembre 2003  |
|       | Łódź,                |      | Pologne            | depuis le 28 novembre 2003  |

## Personnalités

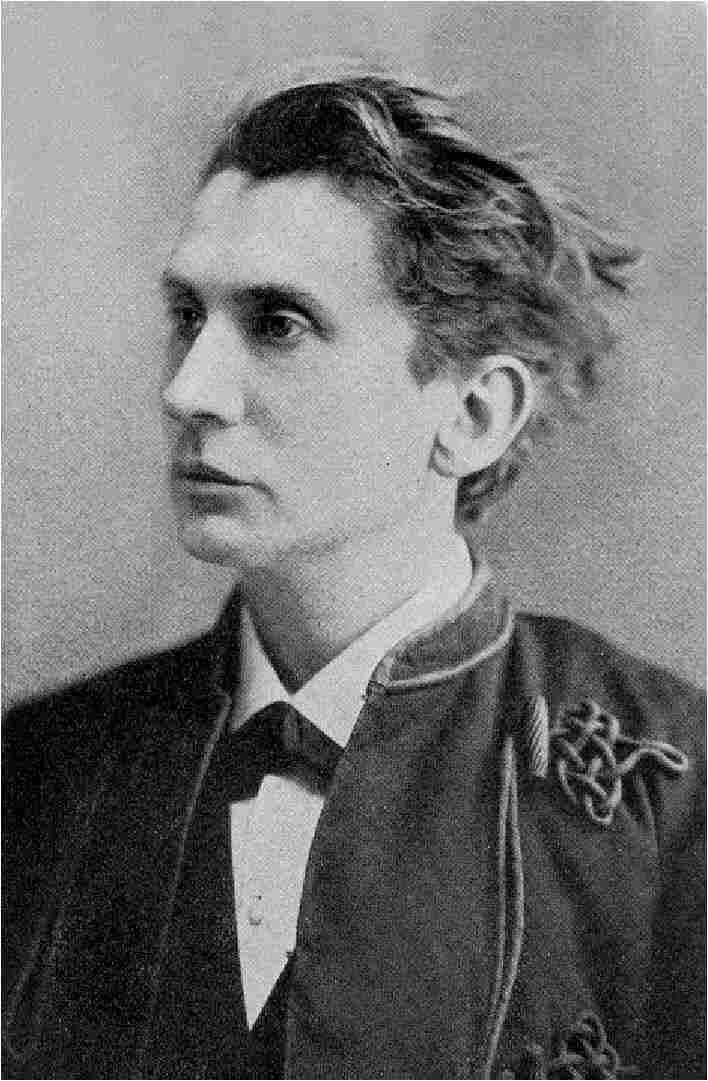
Portrait de Leopold von Sacher-Masoch.

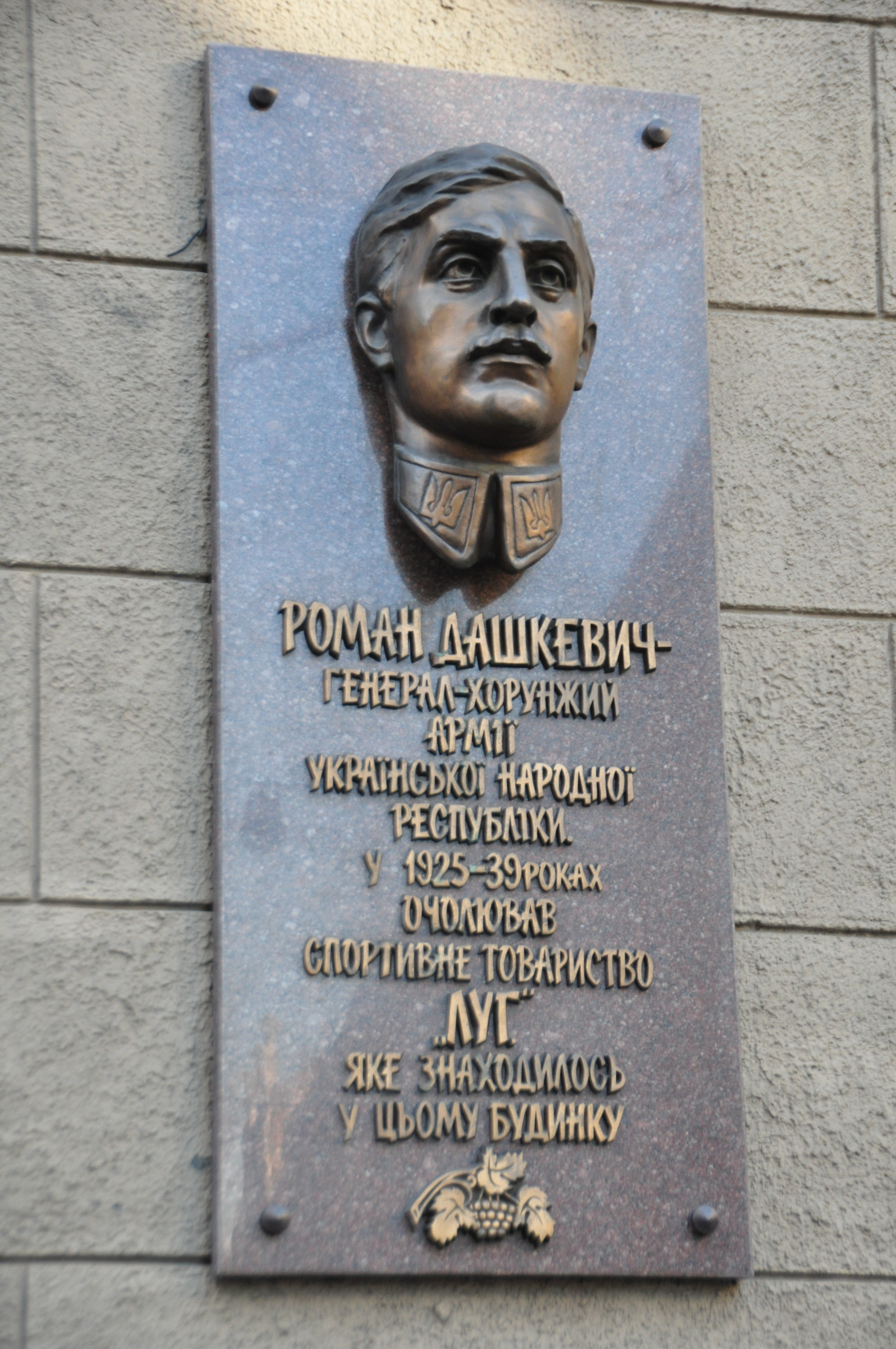
Plaque hommage au général Roman Dachkevitch rue Copernic.

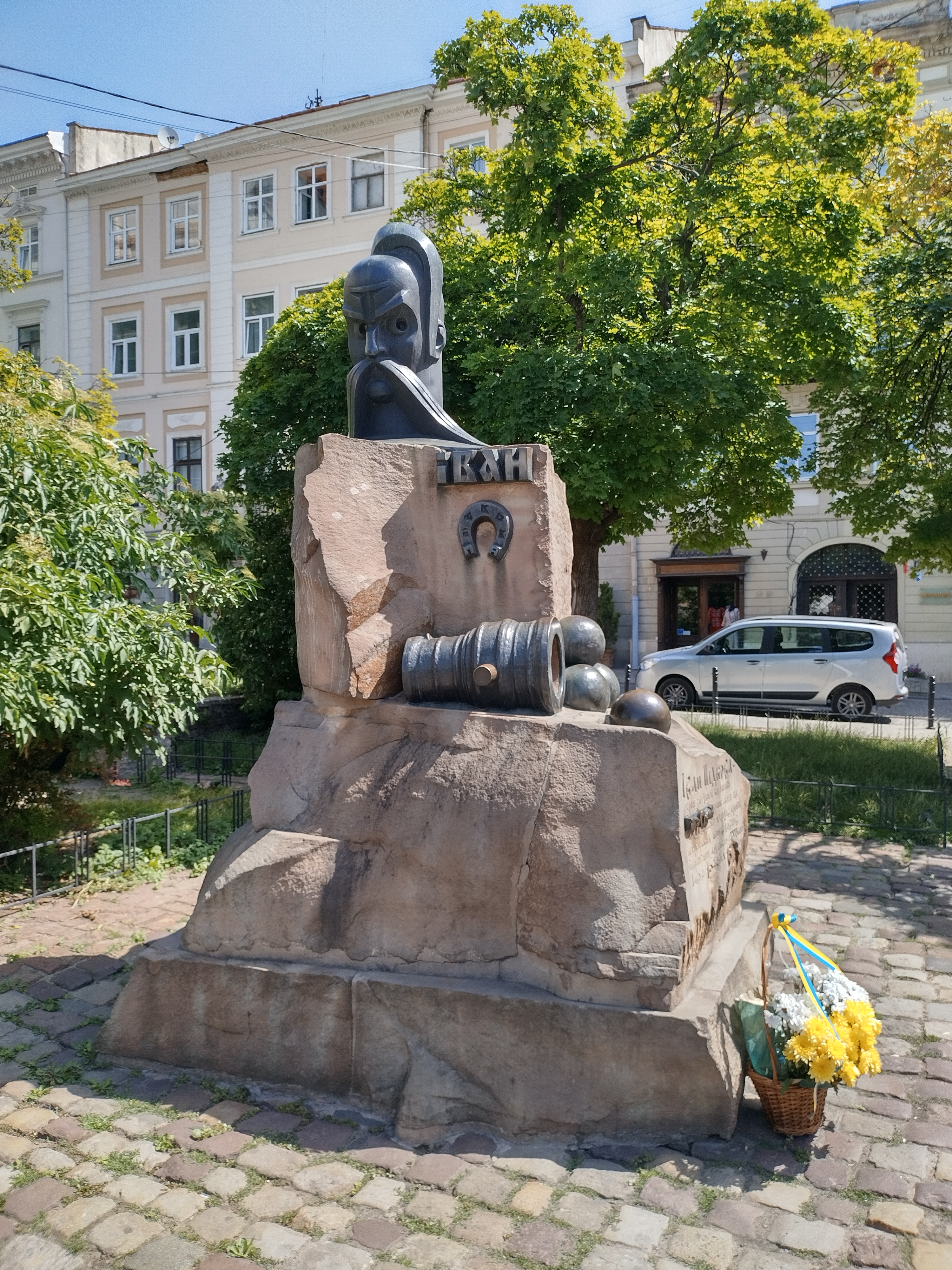
Statue de Ioan Potcoavă mort à Lviv.

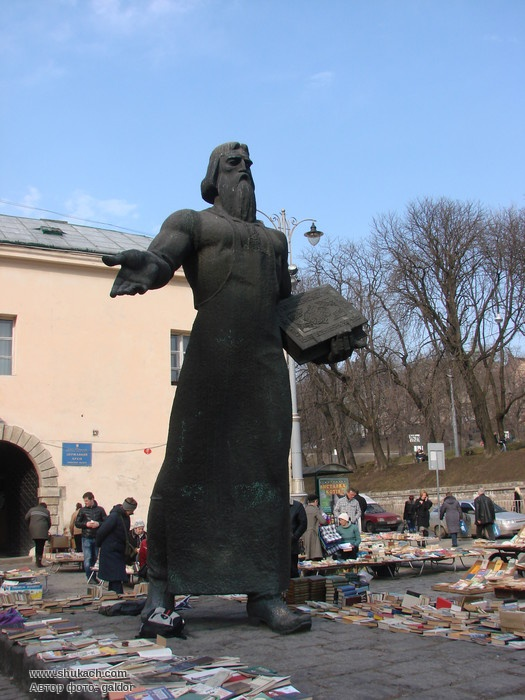
Statue Fiodorov Rue Pidvalna à Lviv.

- Ivan Fiodorov, imprimeur né entre 1510 et 1525 à Moscou et décédé le 16 décembre 1583 à Lwów.
- Wojciech (Albert) Bobowski (1610-1675), de son nom turc d'Ali Ufqi. Musicien accompli et grand érudit. Son œuvre servit de référence et de lien entre deux civilisations.
- Bohdan-Ihor Antonytch (1909-1937), poète.
- Szymon Askenazy (1866-1935), historien, fondateur de l'école historique de Lwów.
- Stefan Banach (1892-1945), mathématicien, fondateur de l'analyse fonctionnelle.
- Tadeusz Bór-Komorowski (1895-1966), général polonais, le commandant en chef de la Résistance polonaise
- Jan Czekanowski (1882-1965), anthropologue et ethnographe polonais.
- Benedykt Dybowski (1833-1930), zoologiste et médecin polonais.
- Ludwik Fleck (1896-1961), médecin, biologiste et sociologue.
- Ivan Franko (1856-1916), écrivain et poète.
- Zbigniew Herbert (1924-1956), poète et essayiste polonais.
- Adam Hollanek, (1922-1998) écrivain de science-fiction polonais.
- Oleksandr Irvanets, né en 1961, poète et traducteur.
- Danylo Ishutin, alias Dendi, joueur professionnel de Dota 2, né en 1989.
- Michał Karaszewicz-Tokarzewski (1893-1964), général polonais de la Seconde Guerre mondiale.
- Alona Kimhi (née en 1966), actrice et écrivain israélienne
- Anna Zofia Krygowska (1904-1988), mathématicienne
- Eduard Kurzbauer (1840-1879), peintre de l'école de Munich.
- Moshe Chaim Lau (1892-1942), rabbin, assassiné à Treblinka.
- Hersch Lauterpacht (1897-1960), juriste international, présent au Procès de Nuremberg, concepteur de la notion de crime contre l'humanité.
- Paulina Lavitz (1879-1959), est une actrice de théâtre yiddish américaine d'origine polonaise.
- Stanislas Leszczynski (1677-1766), roi de Pologne, duc de Lorraine et de Bar.
- Stanislas Lem (1921-2006), écrivain polonais de science-fiction.
- Raphael Lemkin (1900-1959), juriste international, concepteur de la notion de génocide.
- Ruslana Lyjytchko (1973- ), chanteuse.
- Bohdan Makuts (1960-), gymnaste, champion olympique en 1980.
- Ludwig von Mises (1881-1973), économiste, auteur majeur de l'école autrichienne.
- Mieczysław Mümler (1899-1985), as polonais de la chasse de la Seconde Guerre mondiale.
- Jacob Isaac Niemirower est un rabbin né en 1872 à Lviv et mort en 1939.
- Oleksa Novakivskyi (1872-1935), artiste peintre.
- Roman Odzierzyński (1892-1975), général polonais de la Seconde Guerre mondiale.
- Wilhelm Orlik-Rückemann (1894-1986), général polonais, chef du Korpus Ochrony Pogranicza en 1939.
- Marcin Teofil Polak (vers 1570-1639), peintre polonais.
- Johann Georg Pinsel (1707-1761), sculpteur baroque.
- Joseph Roth (1894–1939), écrivain et journaliste.
- Leopold von Sacher-Masoch (1836–1895), écrivain. Le terme « masochisme » est dérivé de son nom.
- Ostap Slyvynsky (né en 1978), poète, essayiste et traducteur.
- Jean III Sobieski (1629-1696), roi de Pologne. Héros national et européen, à la suite de sa victoire sur les Ottomans à Vienne, le 12 septembre 1683. Il est unanimement nommé « le Sauveur de Vienne et de la civilisation occidentale ».
- Mykhaylo Sydorenko (1973- ), artiste peintre.
- Ivan Trush (1869-1941), peintre impressionniste.
- Elena Vaytsekhovskaya (1958-), championne olympique de plongeon en 1976.
- Rudolf Weigl (1883-1957), biologiste polonais. On lui doit le vaccin contre le typhus.
- Simon Wiesenthal (1908-2005), survivant de l'Holocauste et chasseur des criminels de guerre nazis.
- Adam Zagajewski (1945-2021), écrivain polonais.
- Stefan Żywotko (1920-2022), footballeur et entraîneur polonais.
- Tetiana Beliaieva (1971-), judokate ukrainienne, est née à Lviv.
- Abraham Lempel (1936-2023), informaticien israélien.
- Sigismond Damm (1905-1944), résistant français d'origine polonaise pendant la Seconde Guerre mondiale.
- Mariana Savka, éditrice de la Maison d’édition Stary Lviv.

## Lieux remarquables
- L'église dominicaine.

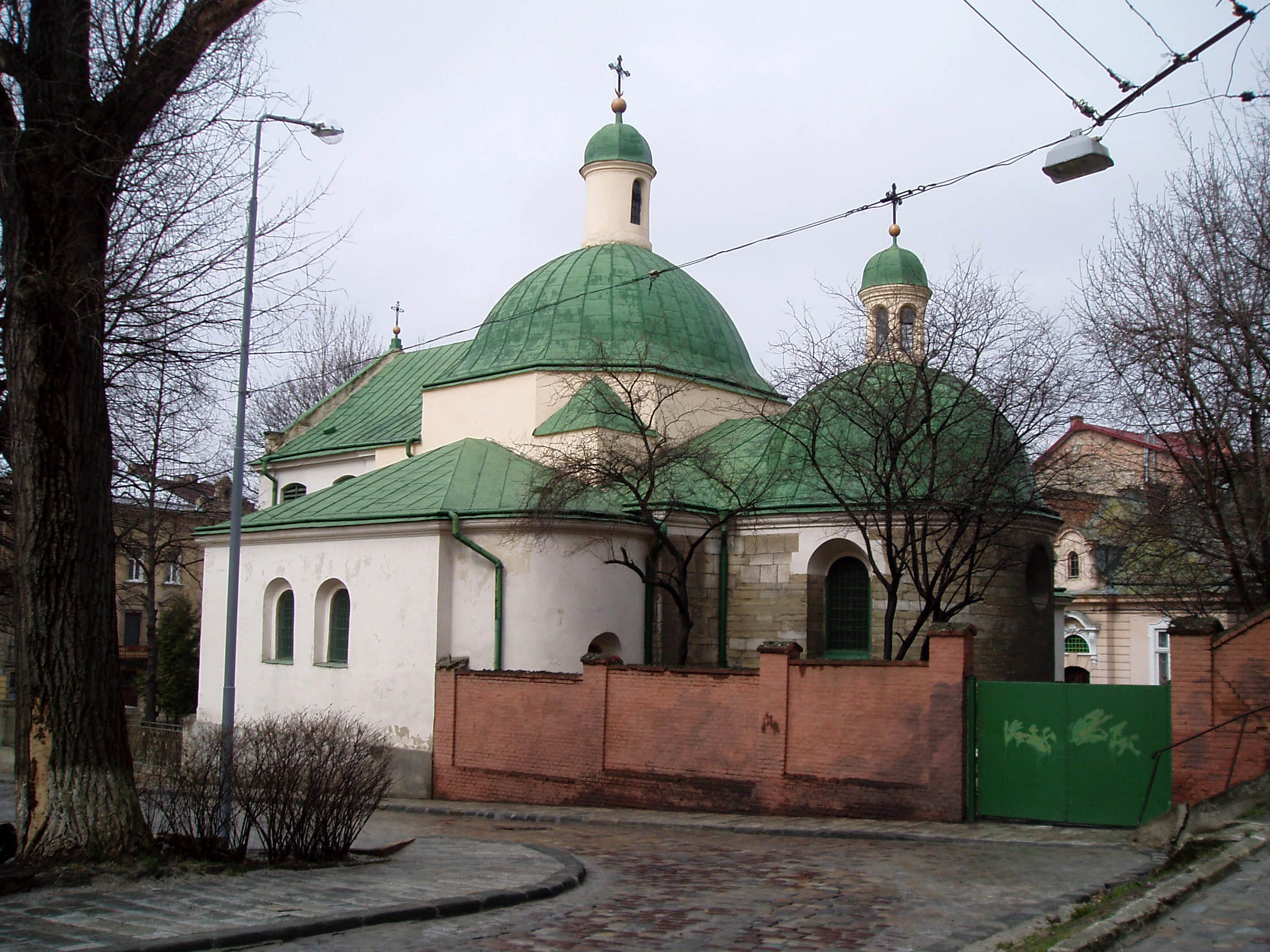
L'église Saint-Nicolas de Lviv.

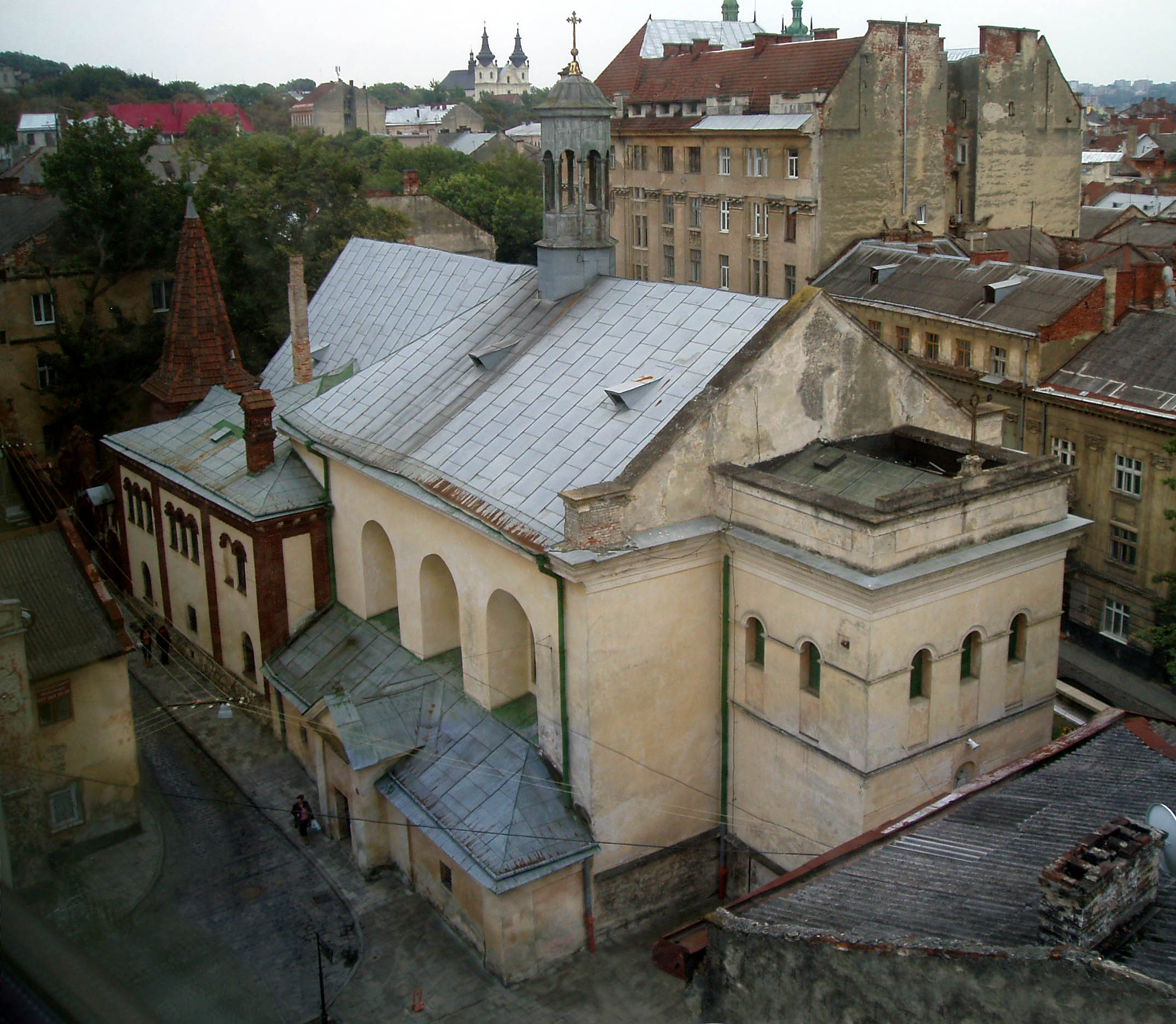
L'église de la Mère de Dieu du Perpétuel Secours de Lviv.

- La cathédrale Saint-Georges, gréco-catholique de style baroque-rococo, bâtie en 1744 et 1760, sur une colline dominant la ville.
- Basilique-cathédrale de l'Assomption-de-la-Bienheureuse-Vierge-Marie de Lviv, catholique romaine, et sa chapelle patrimoine d'intérêt national.
- L'église Sainte-Sophie de Lviv, datant de 1769.
- La cathédrale arménienne, fondée en 1356.
- L'église jésuite de Lviv, de style baroque.
- Église et monastère des Bernardins (Lviv).
- L'église de l'Assomption, appartenant à l'Église orthodoxe d'Ukraine.
- Le couvent des bénédictines de Lvov de style renaissance.
- La chapelle Boïm de style renaissance, patrimoine d'intérêt national.
- L'immense cimetière de Lytchakiv, équivalent ukrainien du Père Lachaise. Sur une colline boisée, il rassemble plusieurs générations d'Ukrainiens, Russes, Polonais, Autrichiens, dont les tombes, parfois sculptées avec un grand raffinement, émergent d'une épaisse forêt.
- Monastère des Frères Hospitaliers de Lvov devenu un hôpital.
- Monastère Saint-Onuphre de Lvov.
- Cimetière des défenseurs de Lviv
- L'Opéra de Lviv, au bout de l'avenue Svobody (de la liberté), construit en 1900, par l'architecte polonais Zygmunt Gorgolewski sur le modèle l’Opéra Garnier à Paris.
- Le cinéma maison du peuple de Lviv, classé.
- Les maisons bourgeoises, autour de la place Adam Mickiewicz, le palais Mira.
- Le palais Potocki, construit en 1889-1890 par l'architecte Louis Dauvergne, pour une grande famille aristocratique polonaise, dans le style d'un hôtel particulier français.
- L'hôtel George, palace à la splendeur défraîchie, où séjournèrent Balzac et Khrouchtchev. Leopold von Sacher Masoch y écrivit plusieurs chapitres de sa Vénus à la fourrure.
- La place du Rynok (Rynek en polonais, place du marché), avec ses façades Renaissance et ses cours intérieures à l'italienne. En son centre, se trouve l'« hôtel de ville », surplombé d'une tour de 65 m. Le bâtiment est entouré de quatre statues, représentant respectivement Diane, Adonis, Neptune et Amphitrite. La statue de Neptune était le lieu où se déroulaient les exécutions publiques, au Moyen Âge.
- Les anciens remparts de la ville avec sa tour et leur musée d'armes anciennes.
- L’horloge fleurie de Lviv, de Oleksiy Burnayev[78].
- L’horloge à jacquemarts en façade d'un hôtel[79].
- L'ancienne Synagogue Chasidim.
- Synagogue Tsori Gilod.

### Galerie

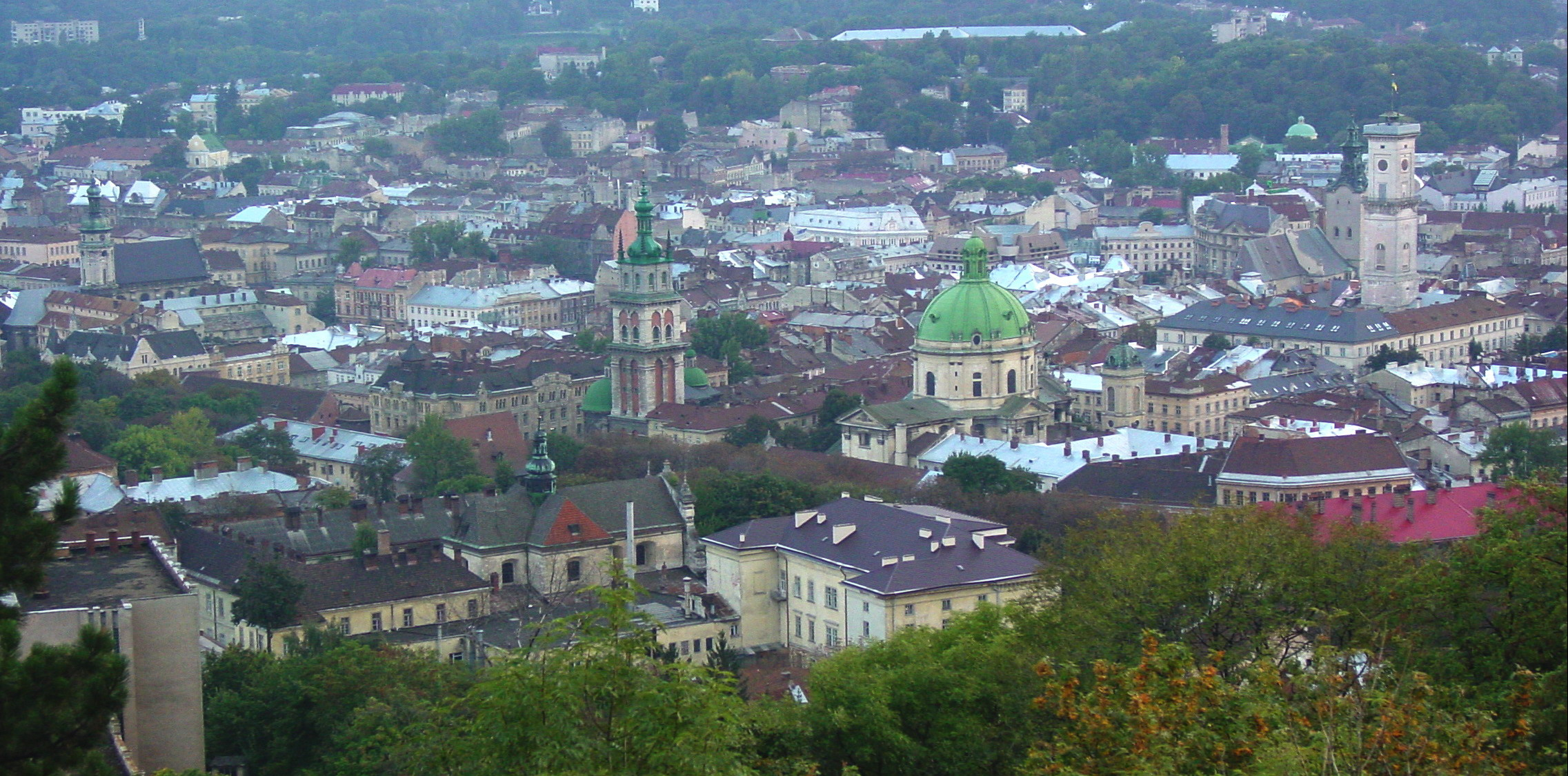
Vue de Lviv, depuis le Haut-Château.
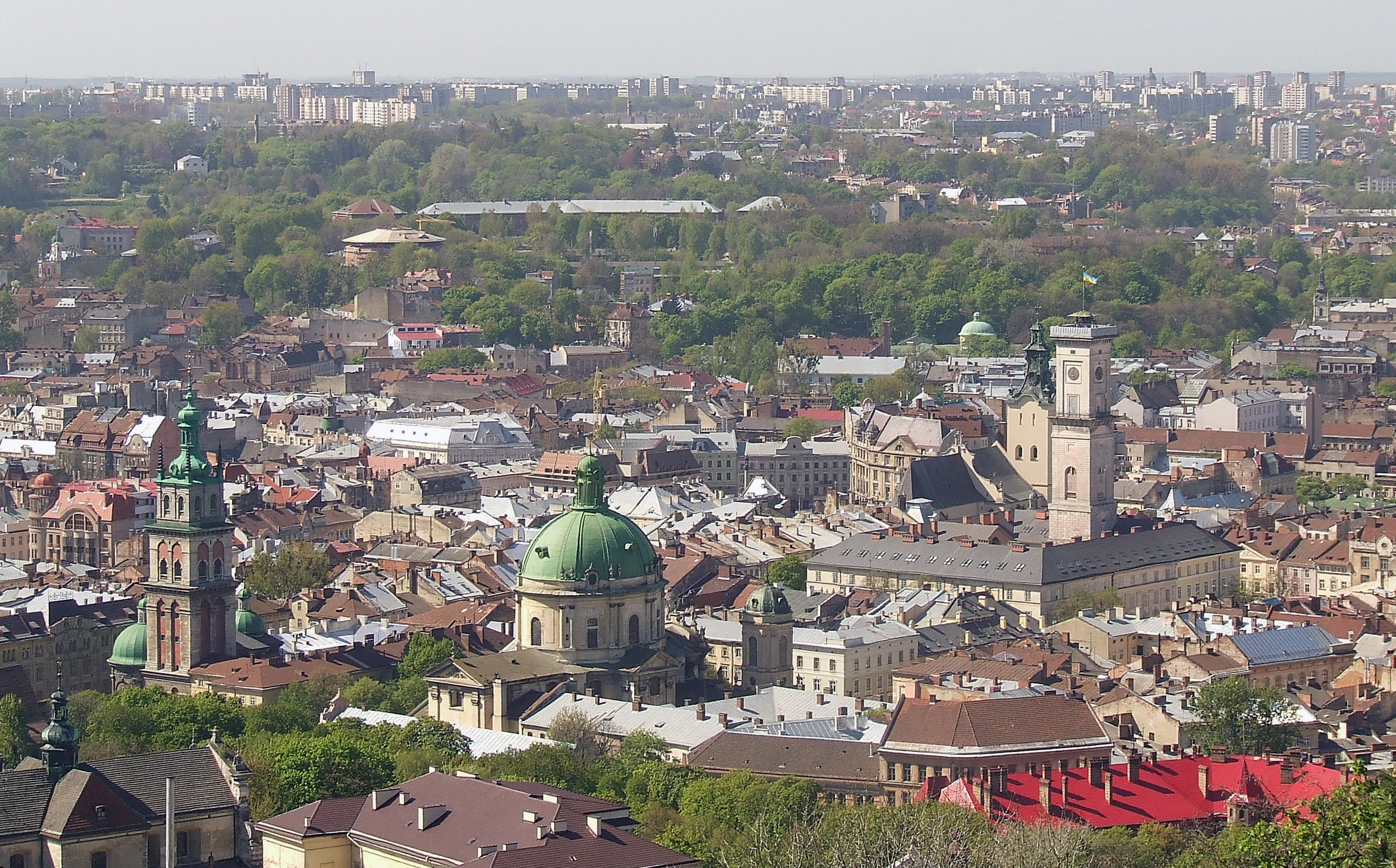
Panorama de la vieille ville.
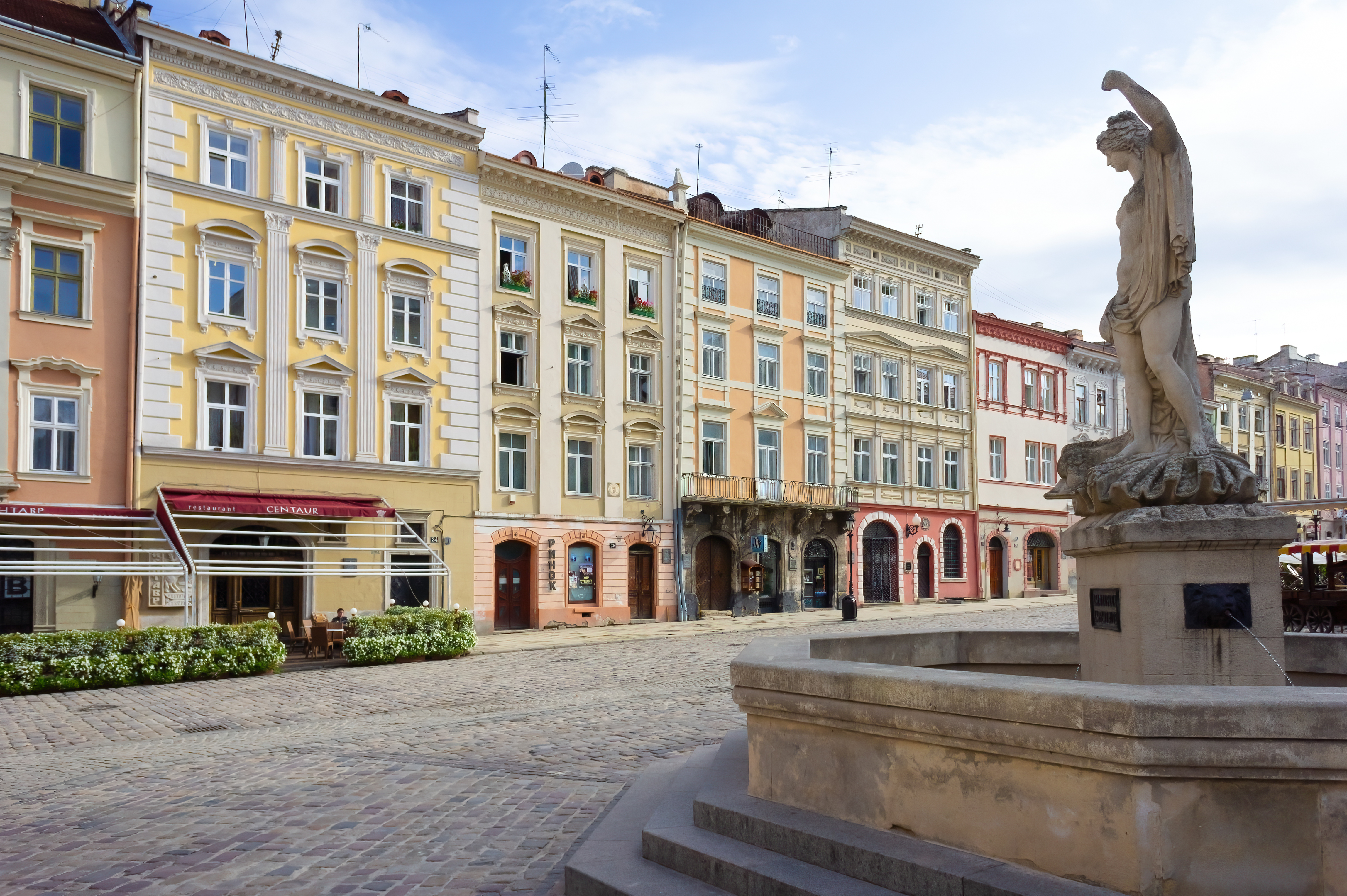
statue et fontaine Amphtrite place Rynok.
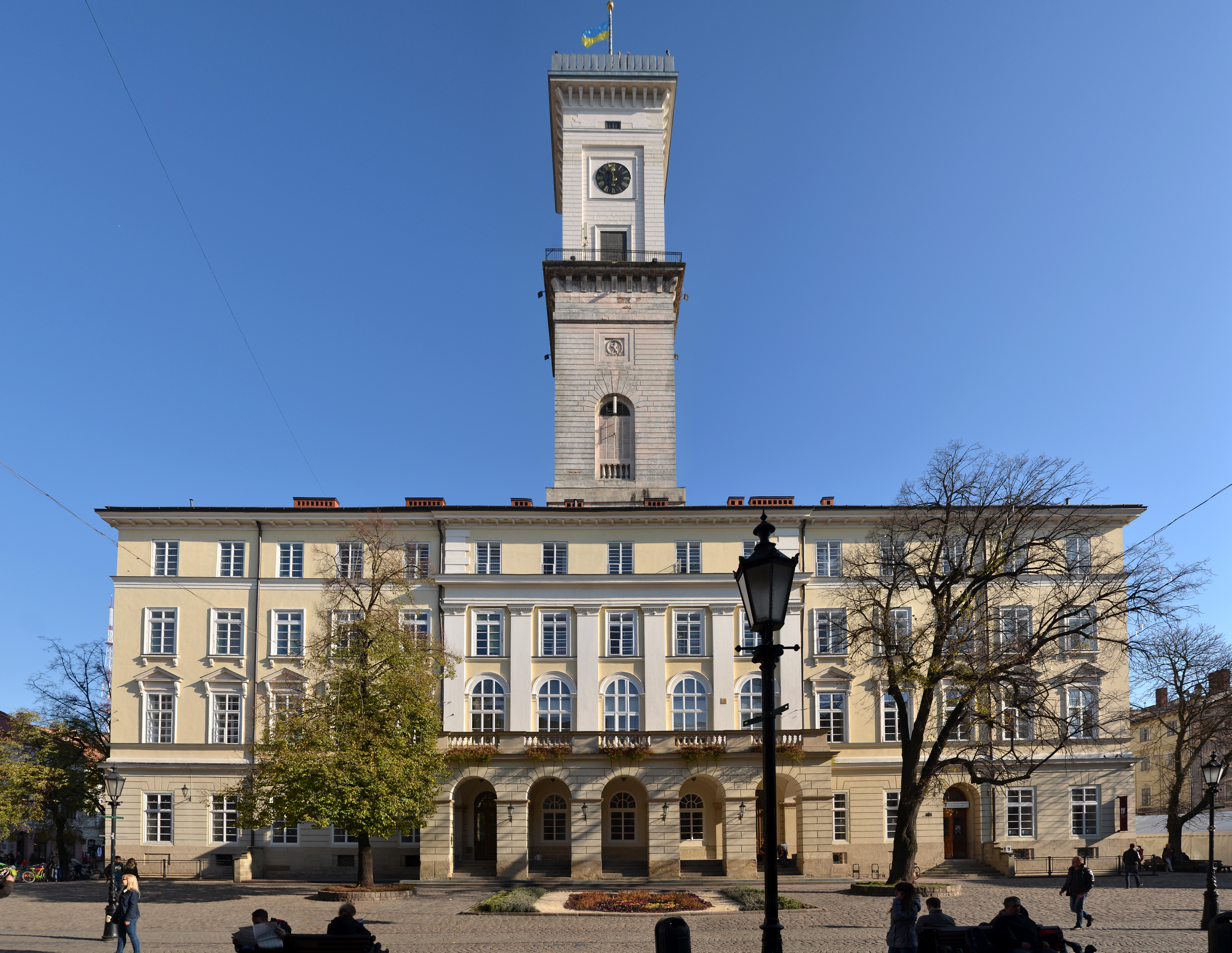
Hôtel de ville, place du Rynok (du marché).
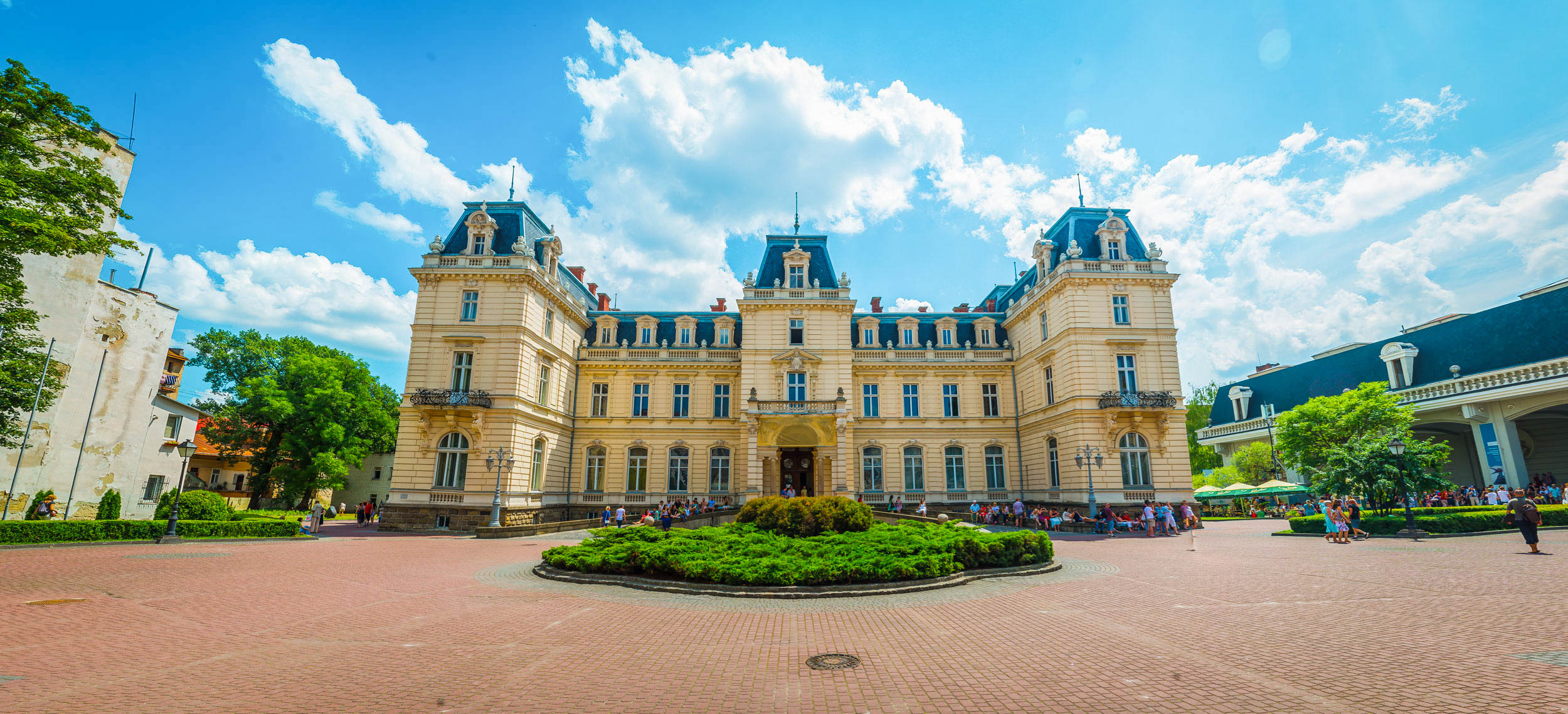
Palais Potocki
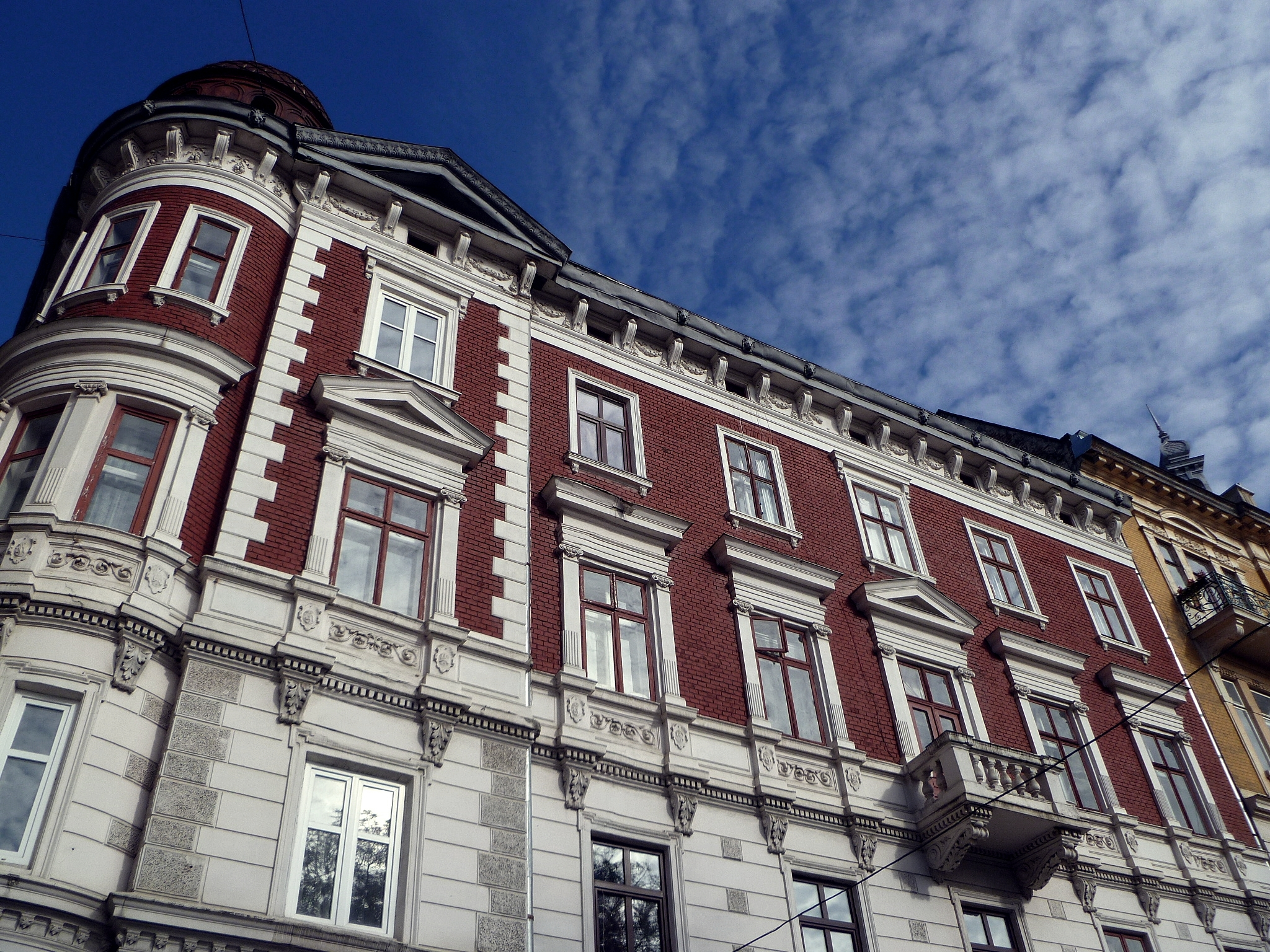
Architecture
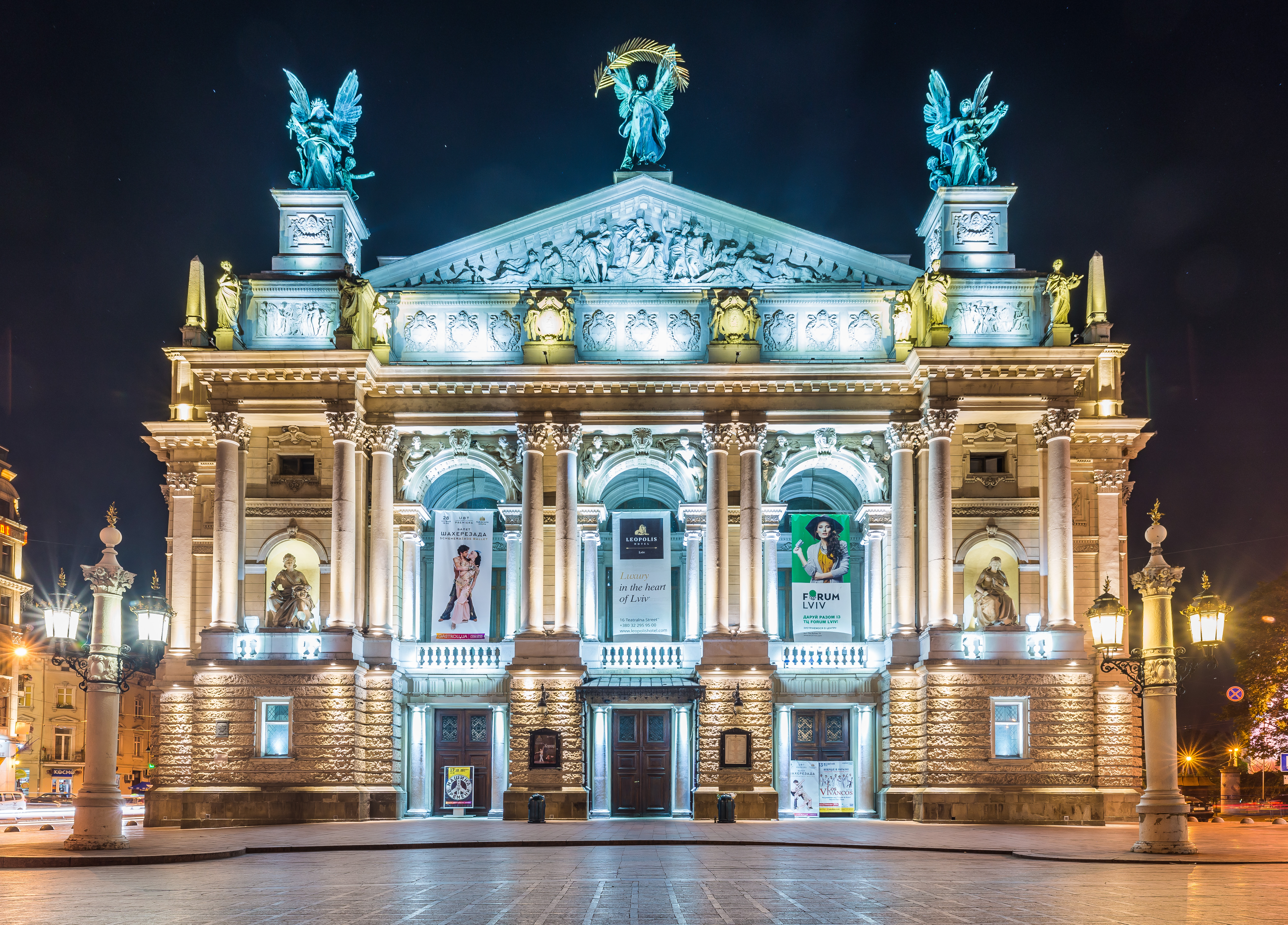
Opéra de Lviv
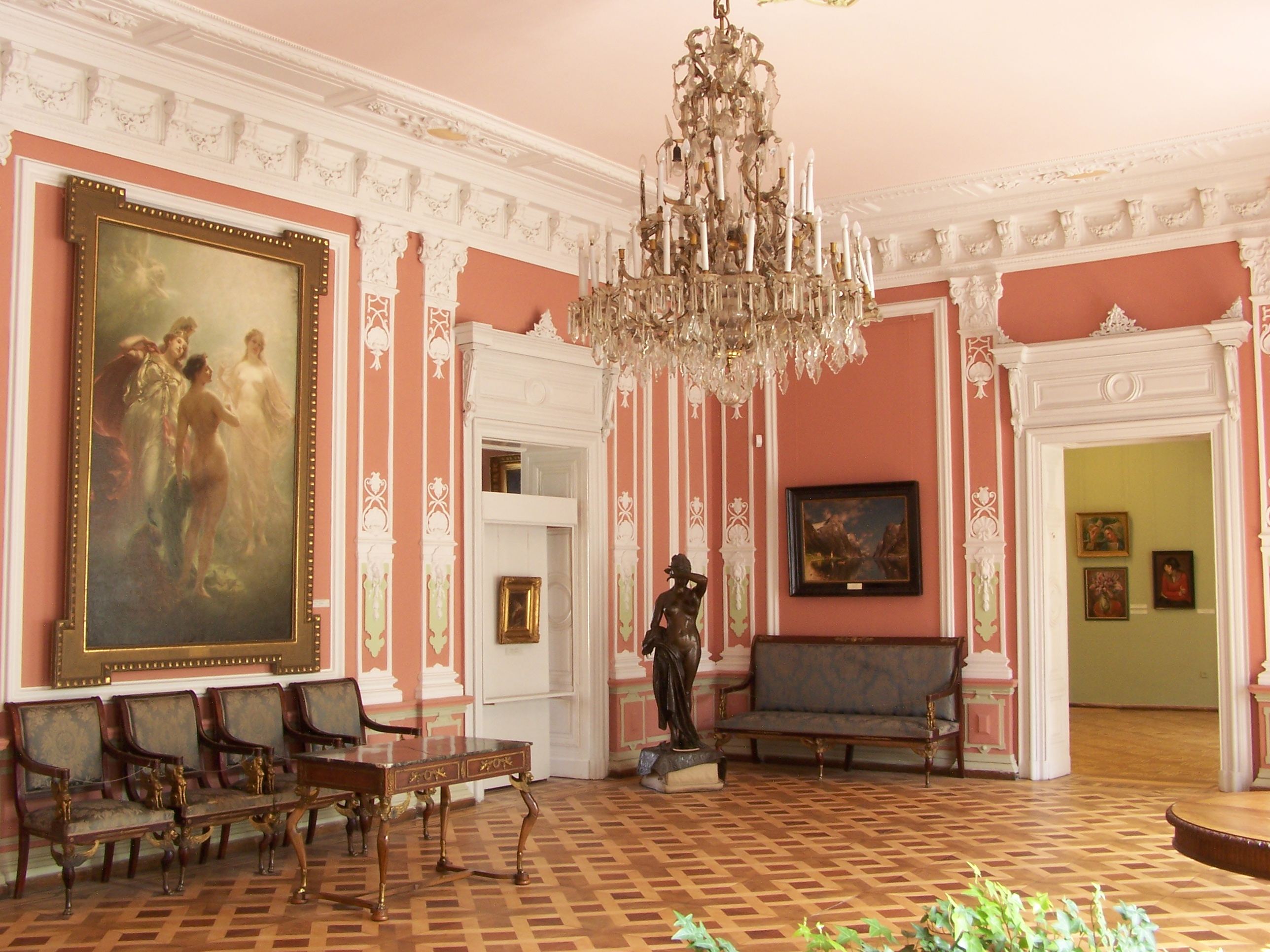
Galerie d'art de Lviv.
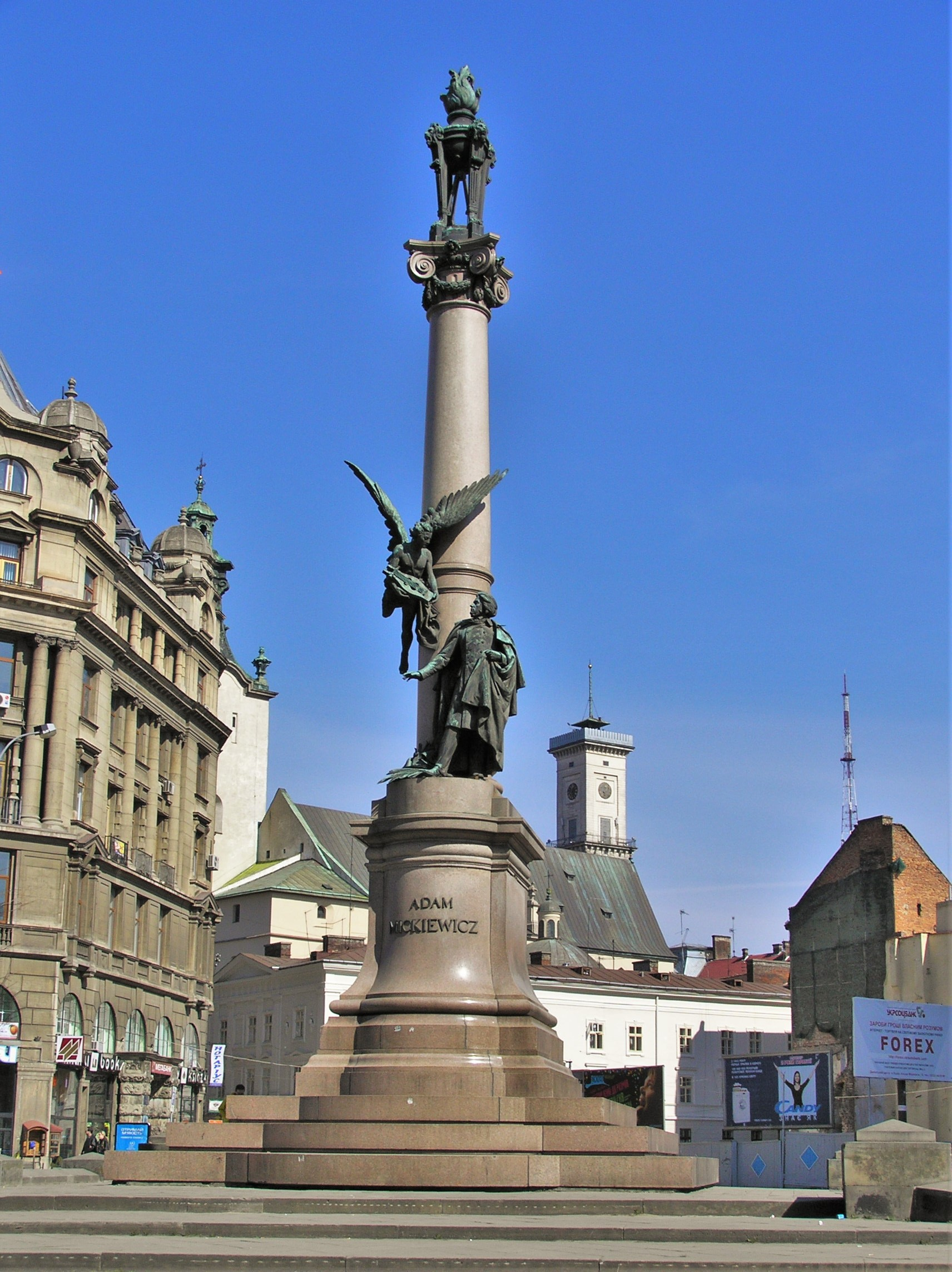
Place Adam Mickiewicz.
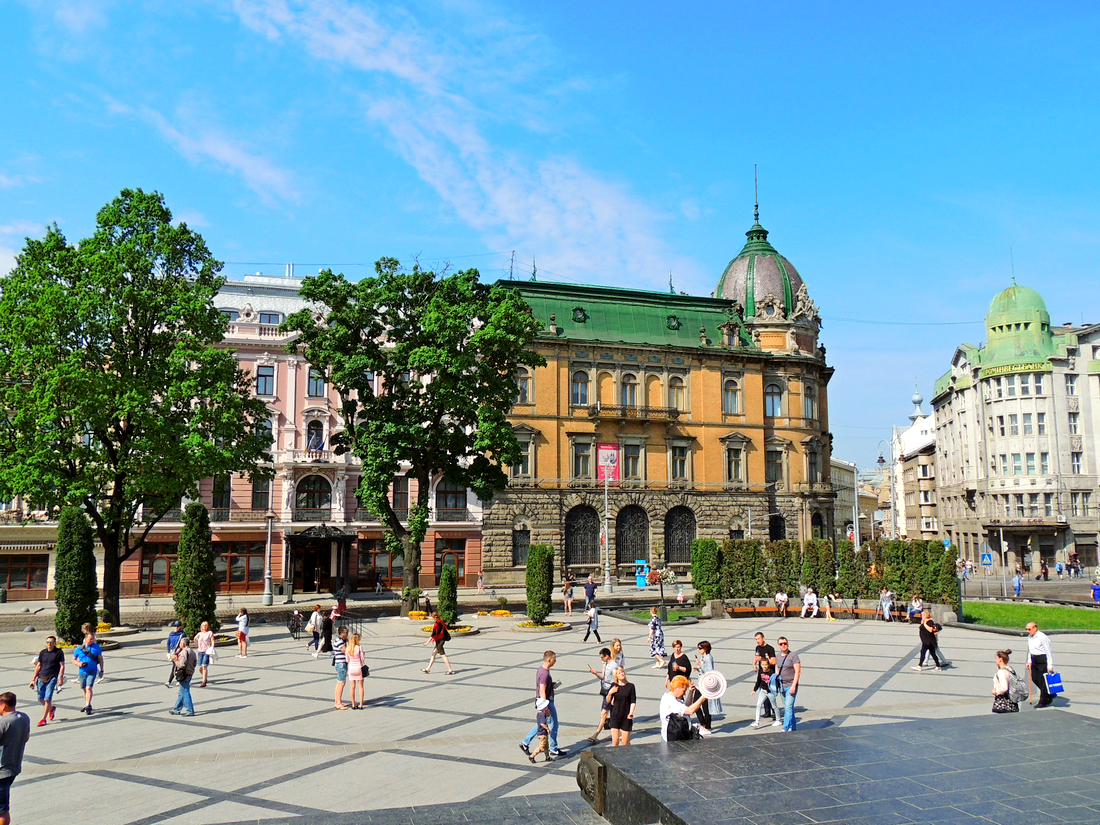
Avenue Svobody (de la liberté) et le Musée d’ethnographie et d’artisanat de Lviv.
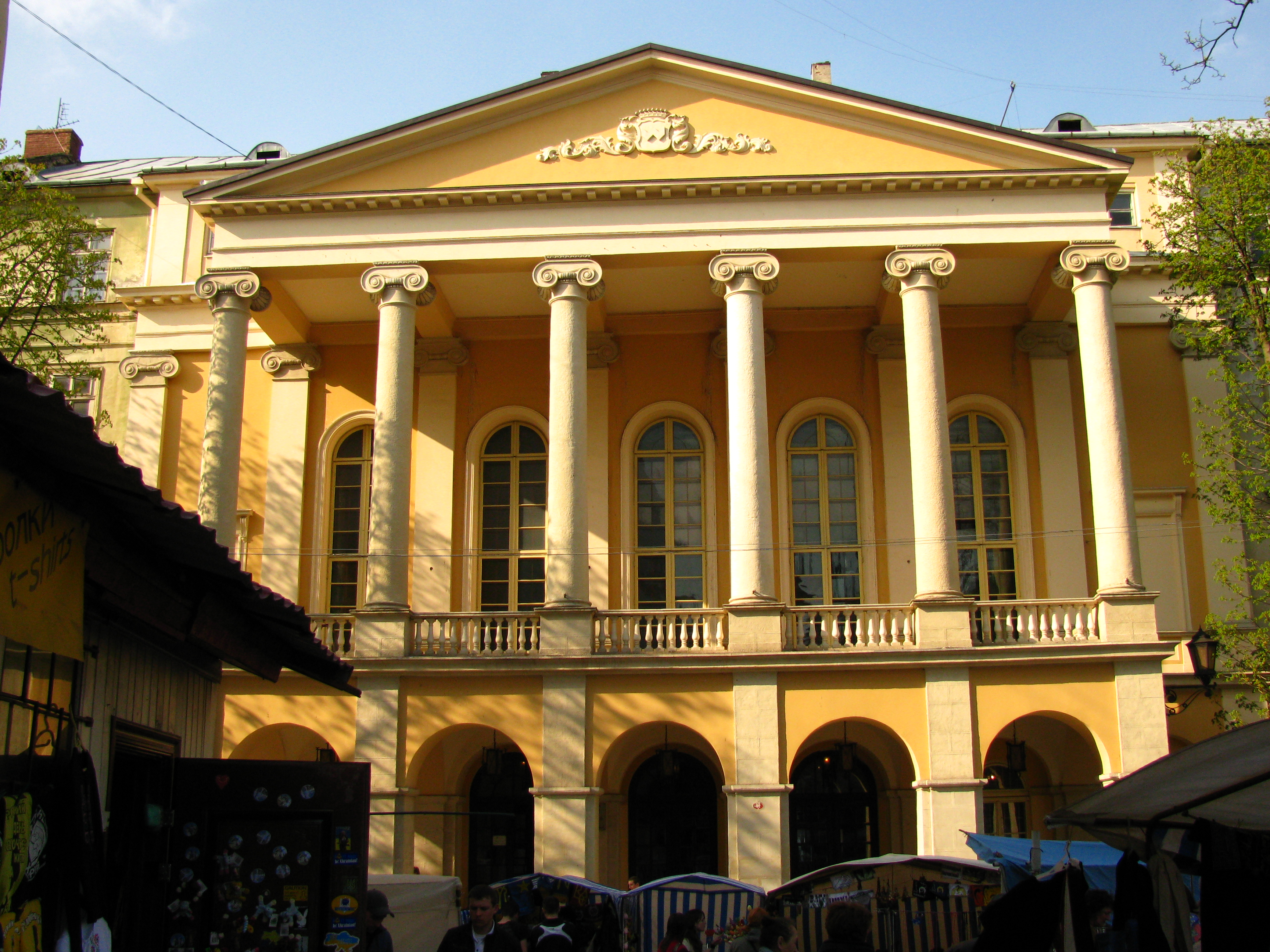
Théâtre Maria Zankovetska.
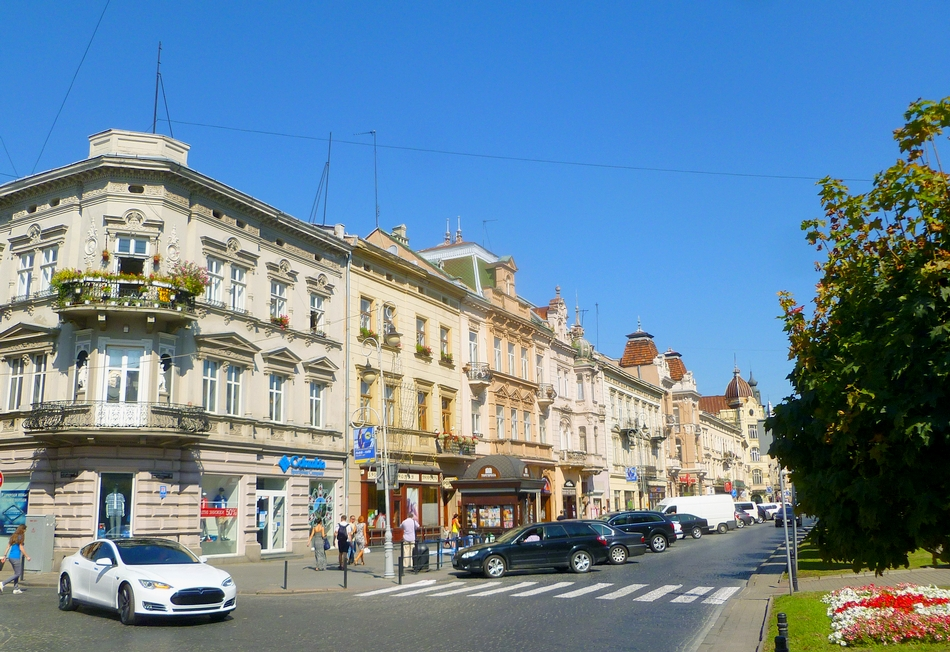
Avenue Chevtchenko.
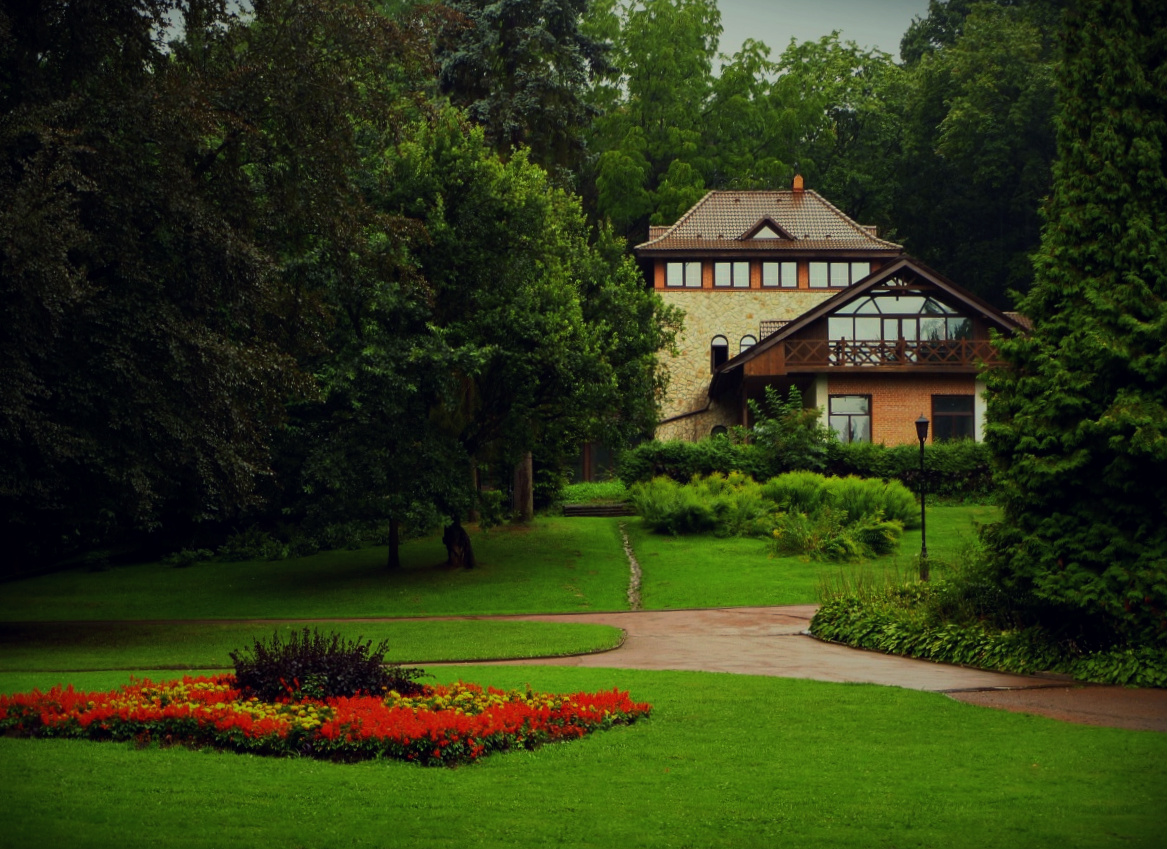
Parc Strysky.
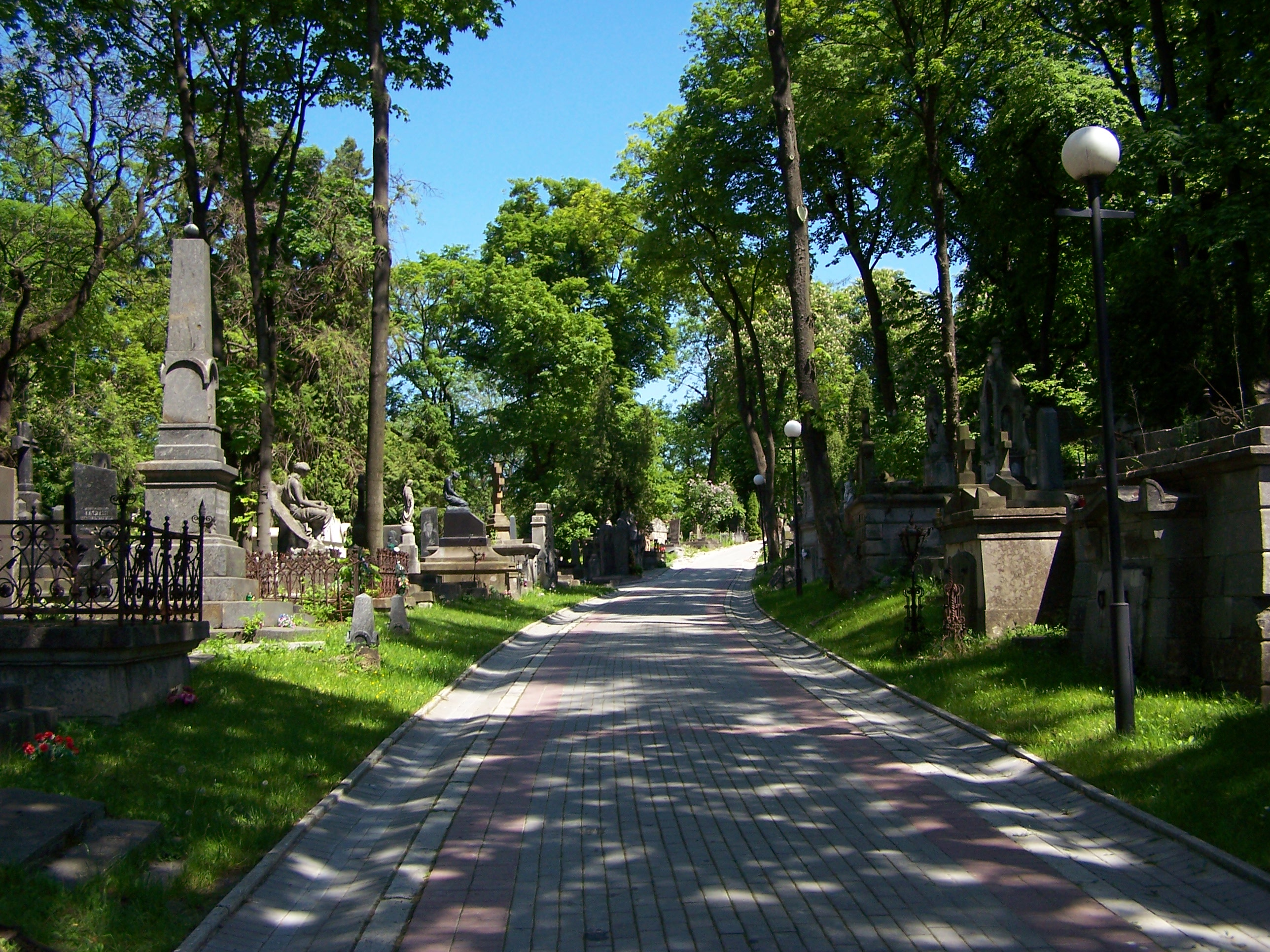
Cimetière de Lytchakiv
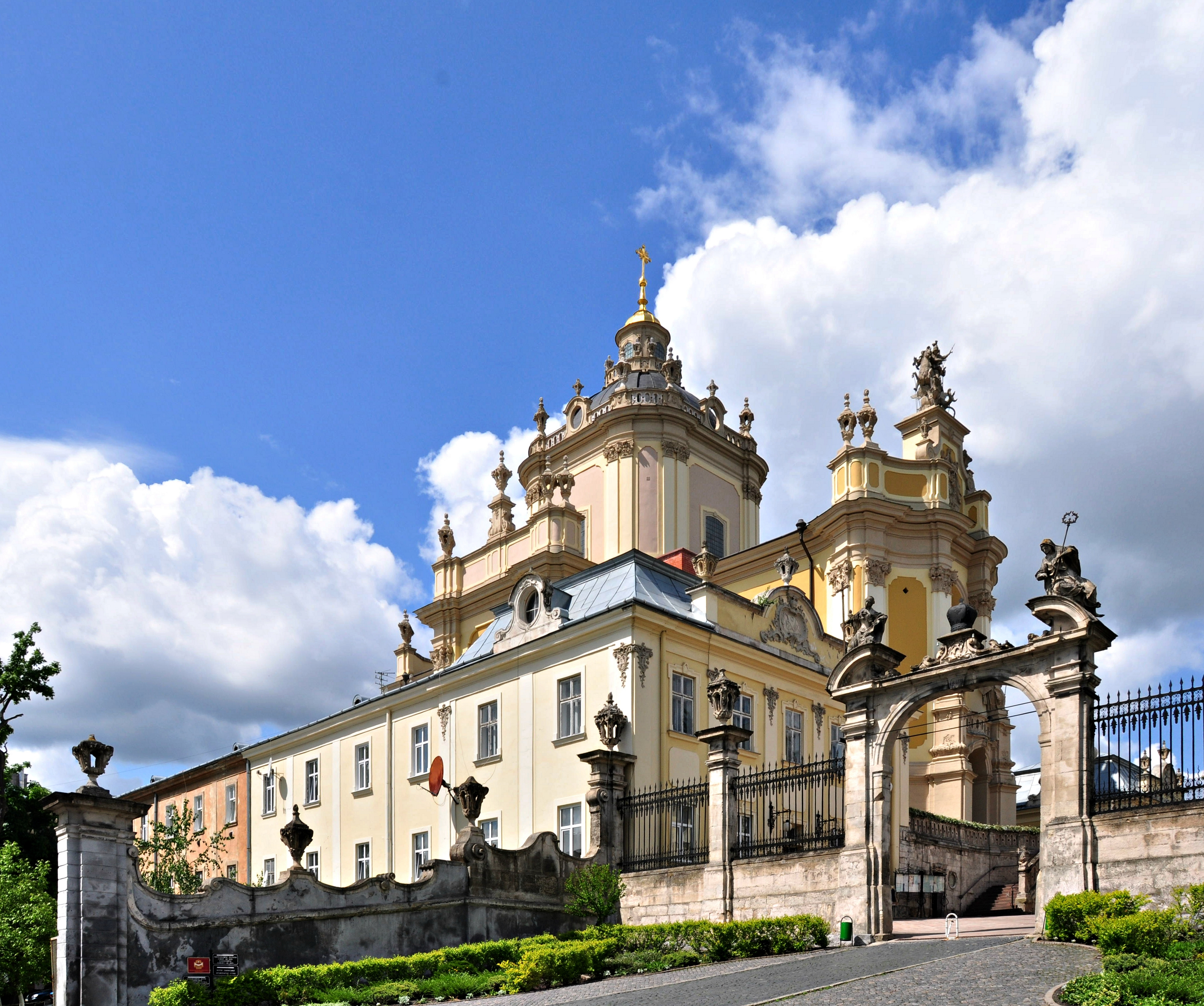
Cathédrale Saint-Georges
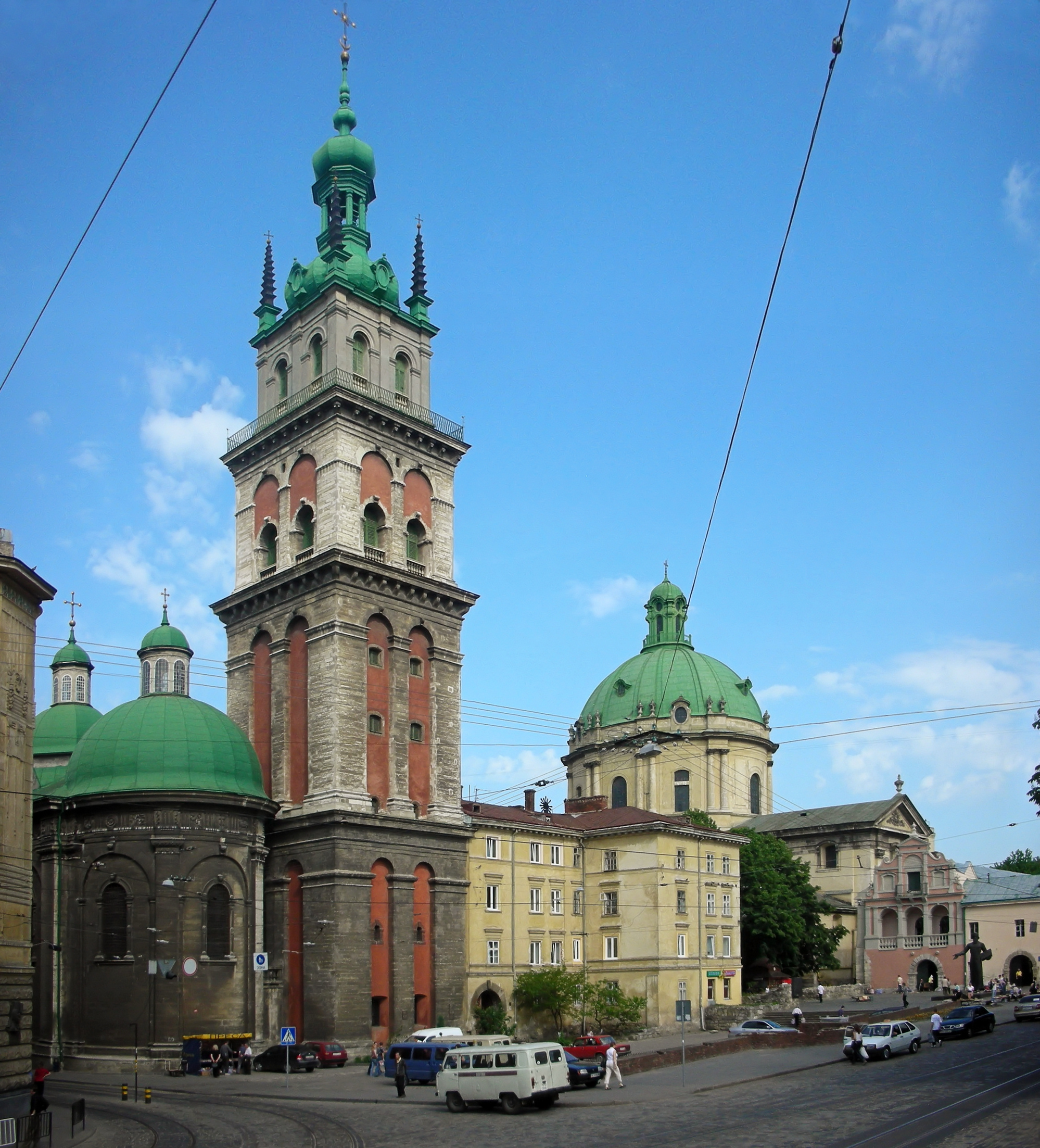
Église de l'Assomption
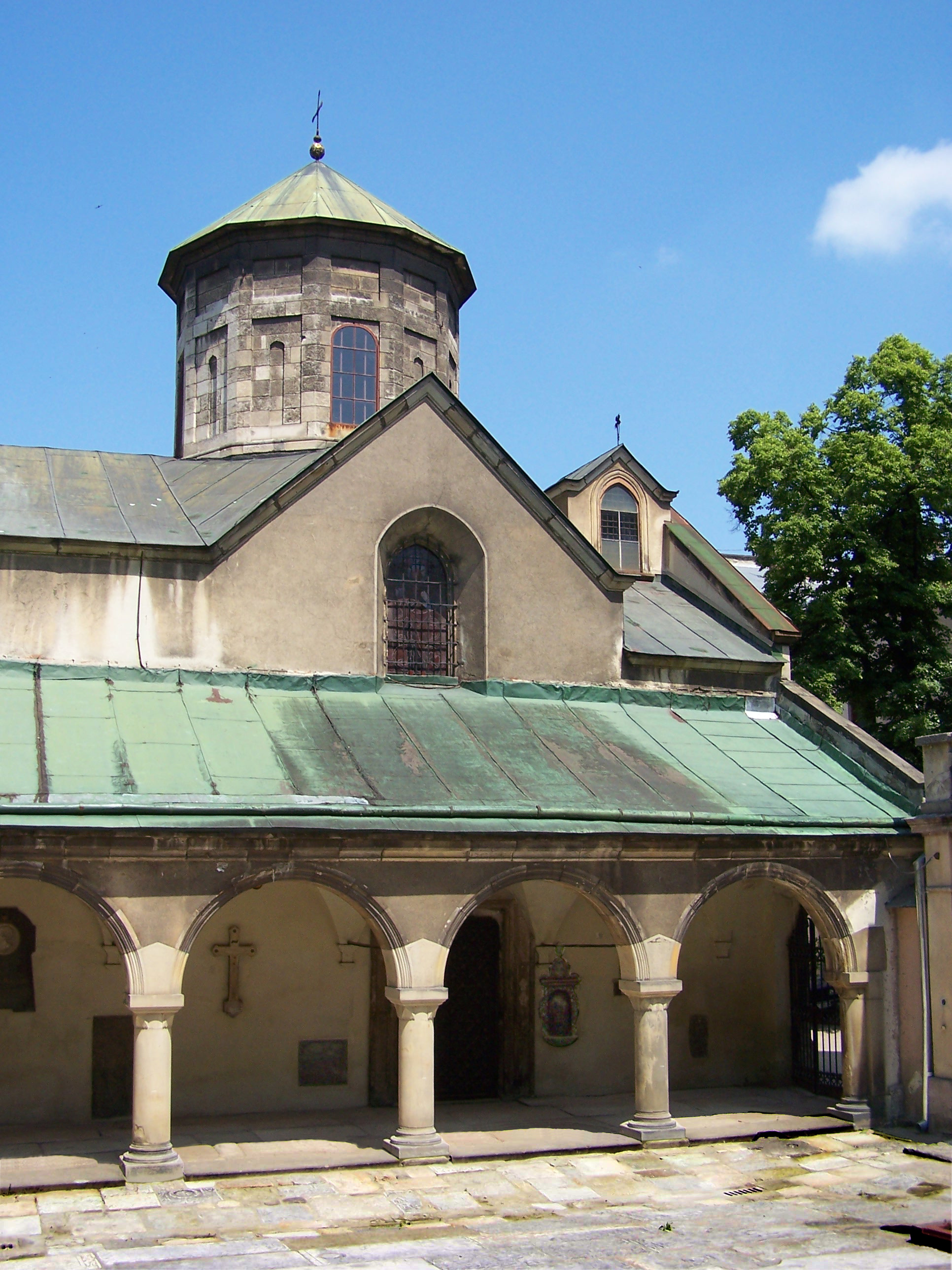
Cathédrale arménienne
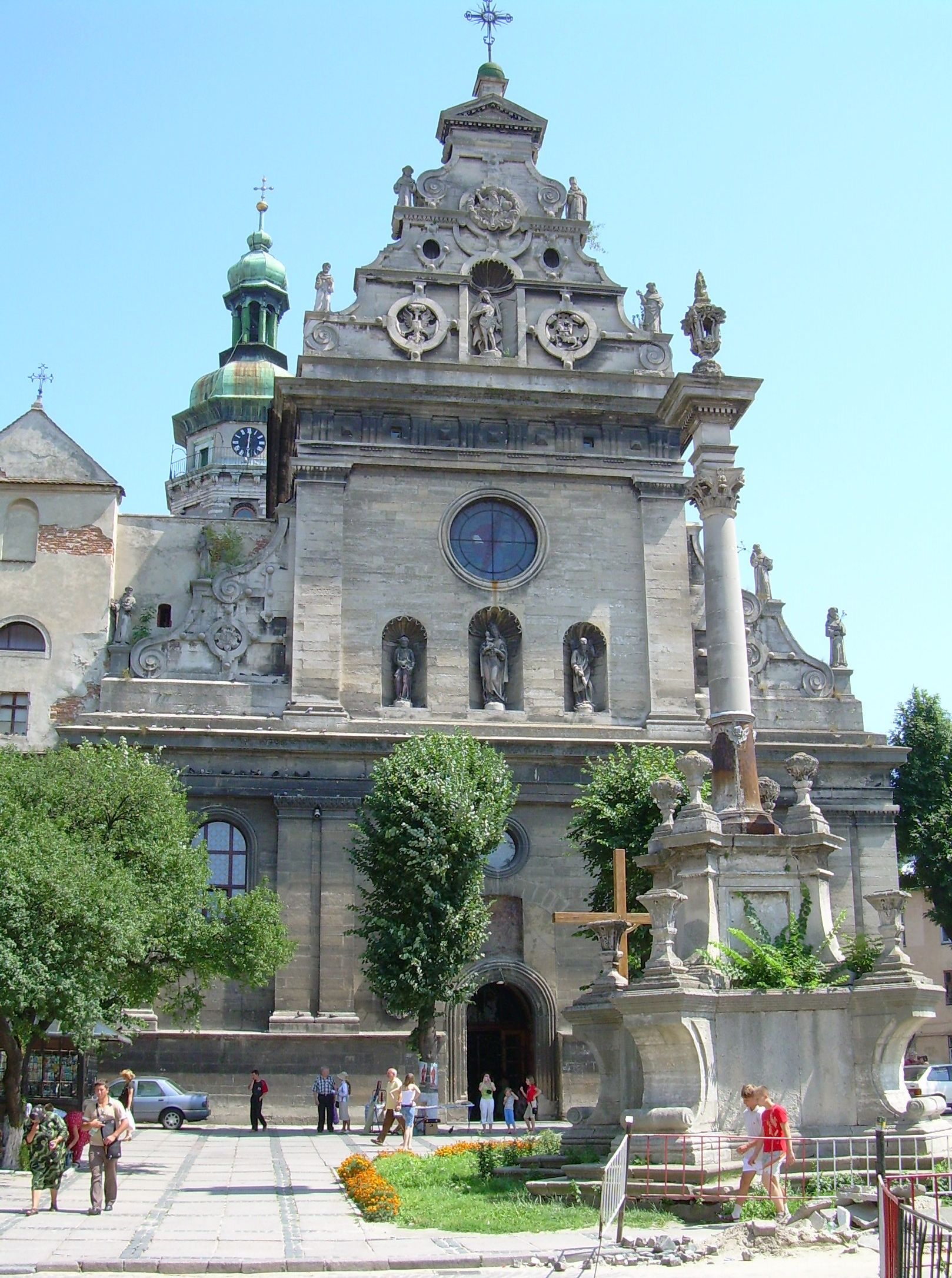
Couvent des Bernardins
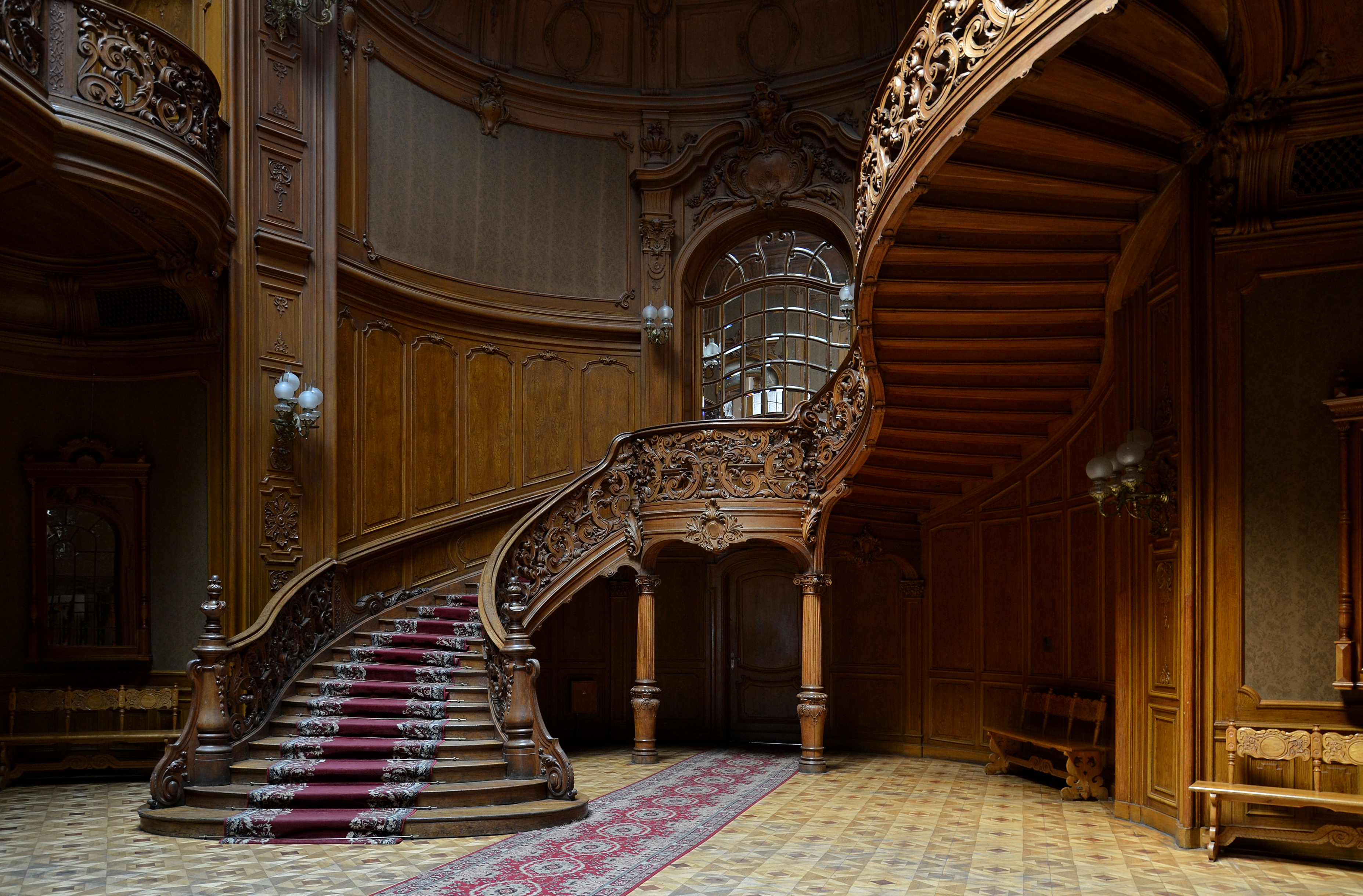
Intérieur de la maison des scientifiques à Lviv, avril 2019.
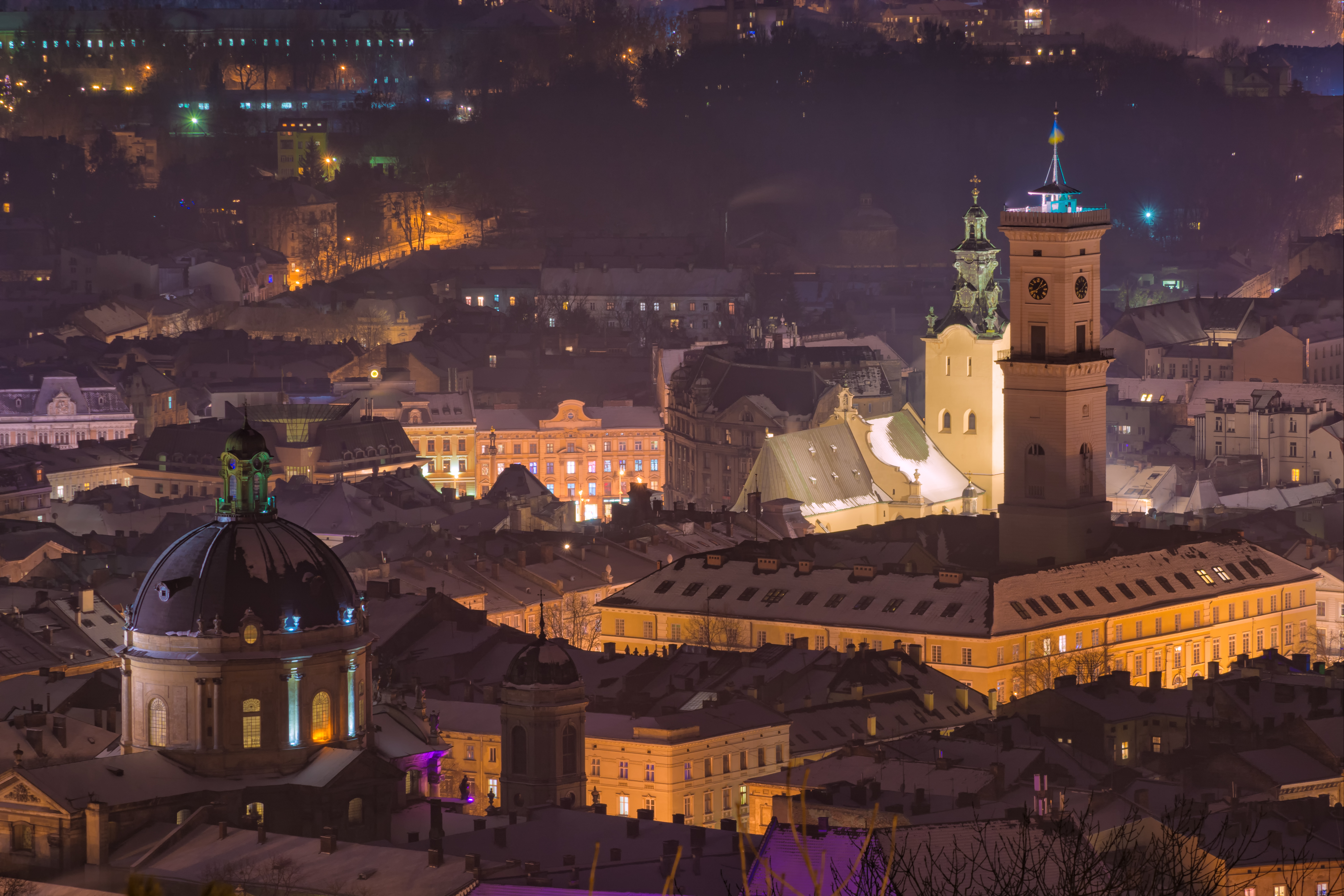
Hôtel de ville de Lviv, de nuit, décembre 2017.
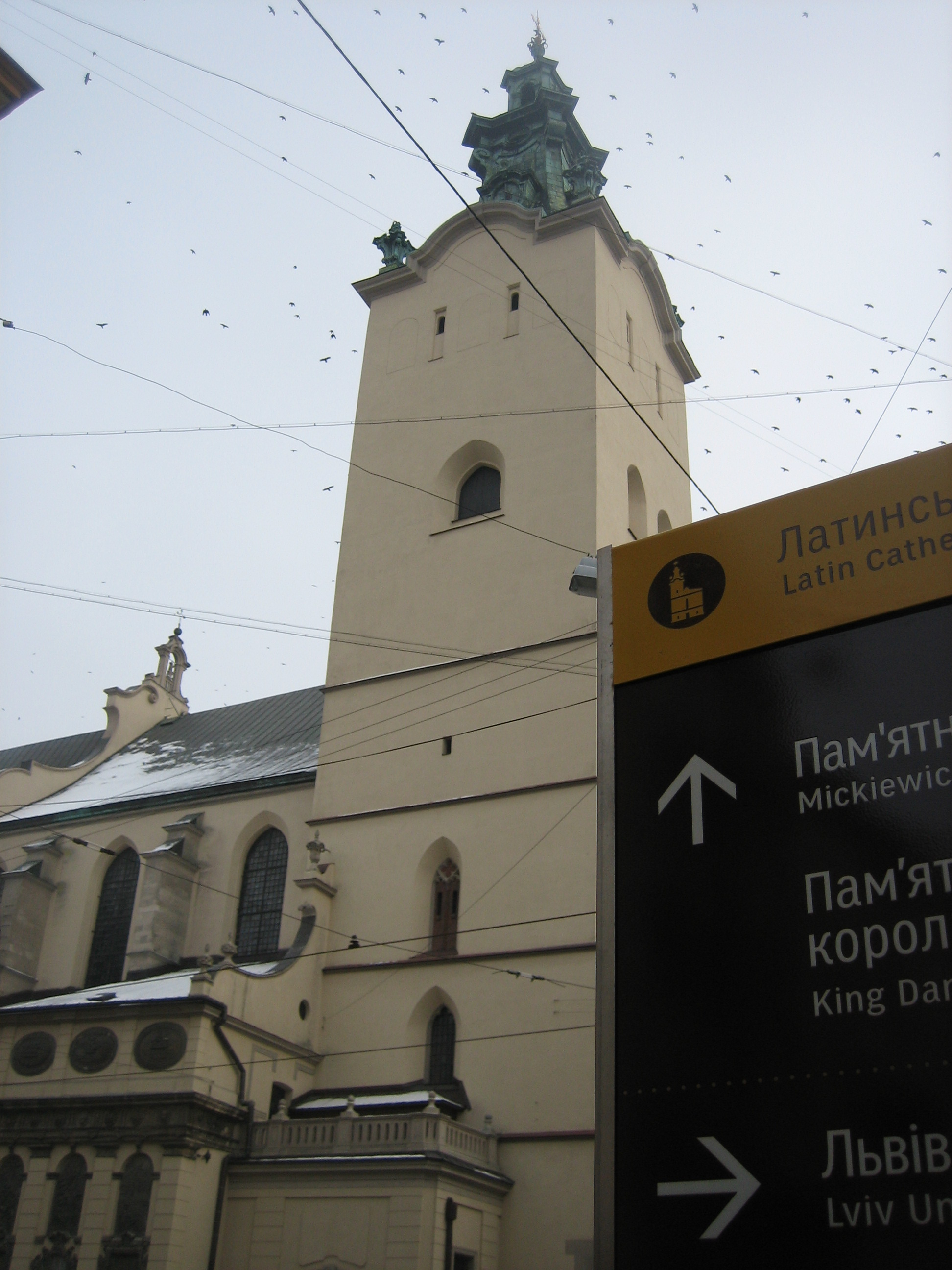
La Basilique-cathédrale de l'Assomption-de-la-Bienheureuse-Vierge-Marie de Lviv

### Lieux remarquables détruits
- La synagogue Temple de Lemberg des Juifs progressistes et la Synagogue de la Rose d'Or de Lviv détruits par les Allemands et les milices ukrainiennes en 1941.

## Musées
- Galerie nationale d'art de Lviv ;
- Musée d'histoire naturelle de l'Académie nationale des sciences d'Ukraine ;
- Musée national de Lviv, Fondation scientifique et artistique du métropolite André Cheptytsky ;
  - Musée mémorial d'art Olena Koultchytska ;
  - Musée commémoratif d'art Oleksa Novakivskyi ;
  - Musée mémorial d'art Leopold Levitsky ;
  - Musée commémoratif d'art Ivan Trouch ;
- Musée de la pharmacie de Lviv ;
- Musée d'histoire de Lviv et ses annexes :
  - Palais Korniakt,
  - Palais Bandinelli ;
- Musée des uniformes militaires ukrainiens ;
- Musée d'ethnographie de Lviv.

## Festivals
- Festival Contrastes, festival annuel de musique à Lviv, en septembre-octobre.
- LvivMozArt, en septembre, à Lviv et aux alentours.

### Littérature
- Joseph Roth (1894-1939), Lemberg, die Stadt (1924)
- Józef Wittlin (1896-1976), Mój Lwów (1946, Ma Lviv
- Philippe Sands (1960-), Retour à Lemberg (2017), traduite de East West Street (2016)